# Schönborn
Gli Schönborn sono un'antica ed importante famiglia nobile di Schönborn. Col tempo ebbero anche il titolo di baroni e conti. Sono stati sempre annoverati tra i nobili europei con maggiore tradizione cattolica. Sono tra i più importanti costruttori del barocco della Germania meridionale.

## Storia familiare
La famiglia è originaria della Renania (Rheingau). I signori von Schönborn sono conosciuti con Enrico (-1284) e Dietrich (-1348) e fondarono nel 1385 con Gerardo (1385-16) una propria signoria in Taunus. La linea vecchia viveva in Schönborn e Burgschwalbach; alla linea più giovane, in Westerwald, appartenevano i castelli di Freienfels (presso di Weinbach) e Eschbach. Nelle generazioni seguenti c'erano molti canoni.

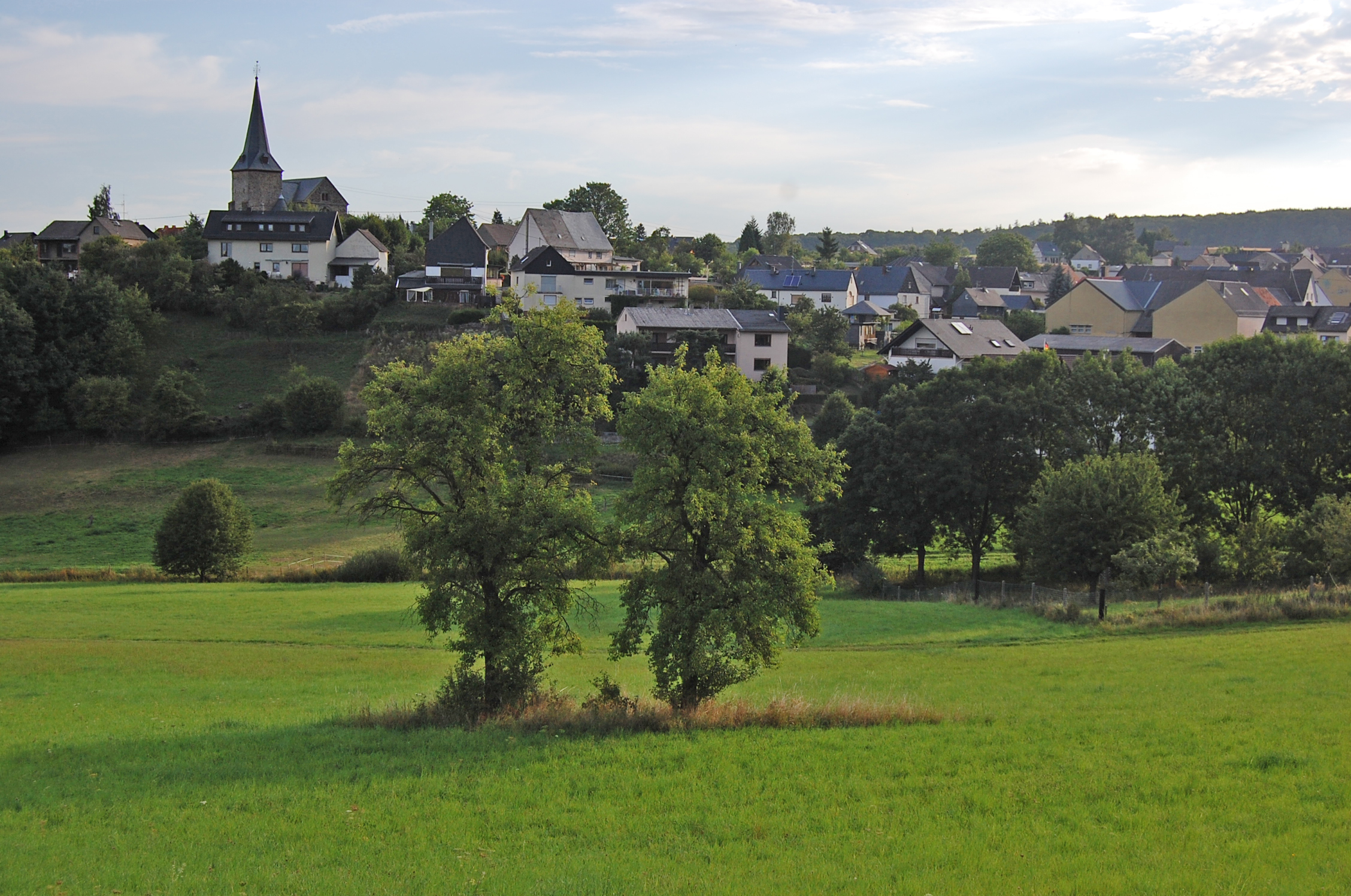
Schönborn
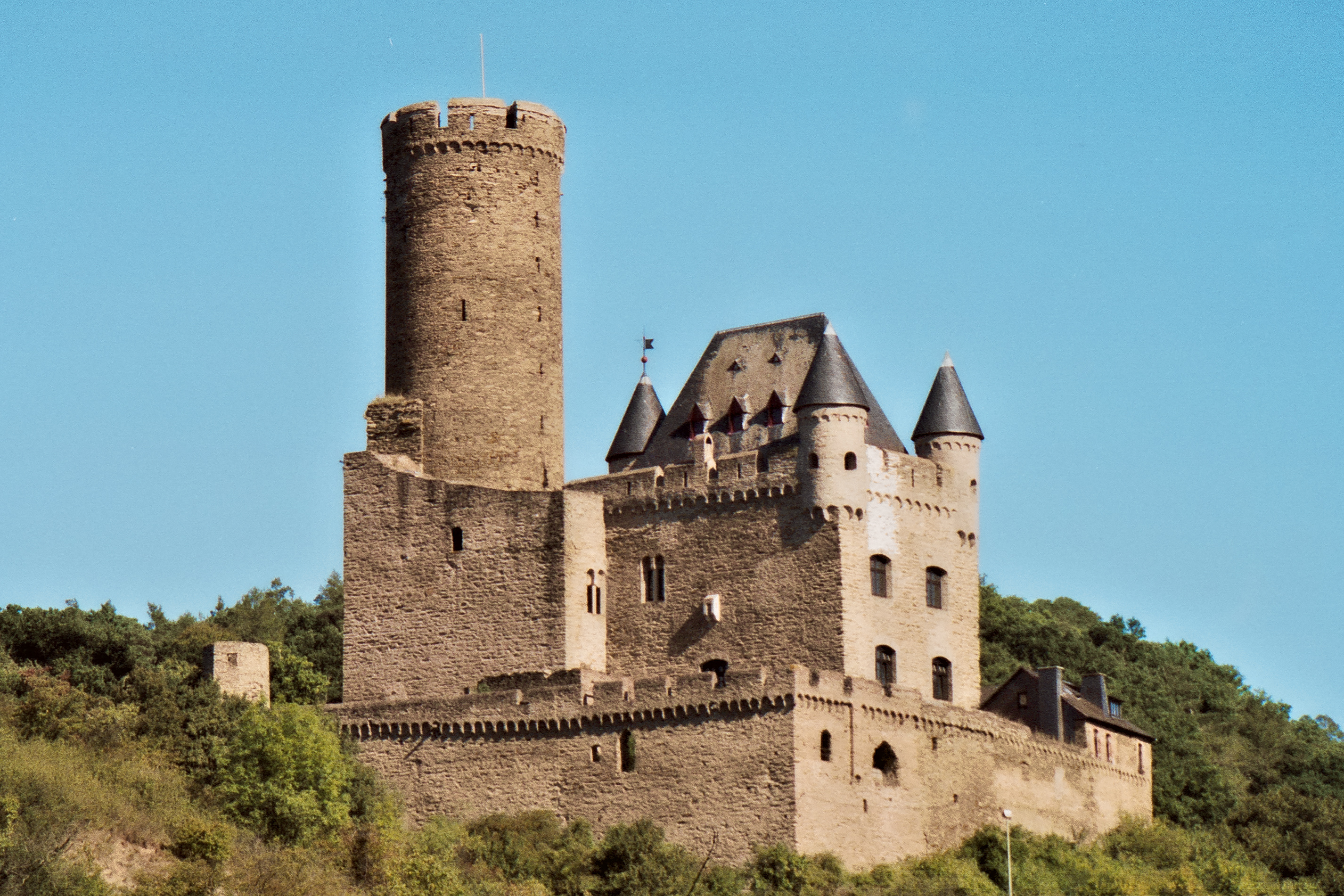
Burgschwalbach
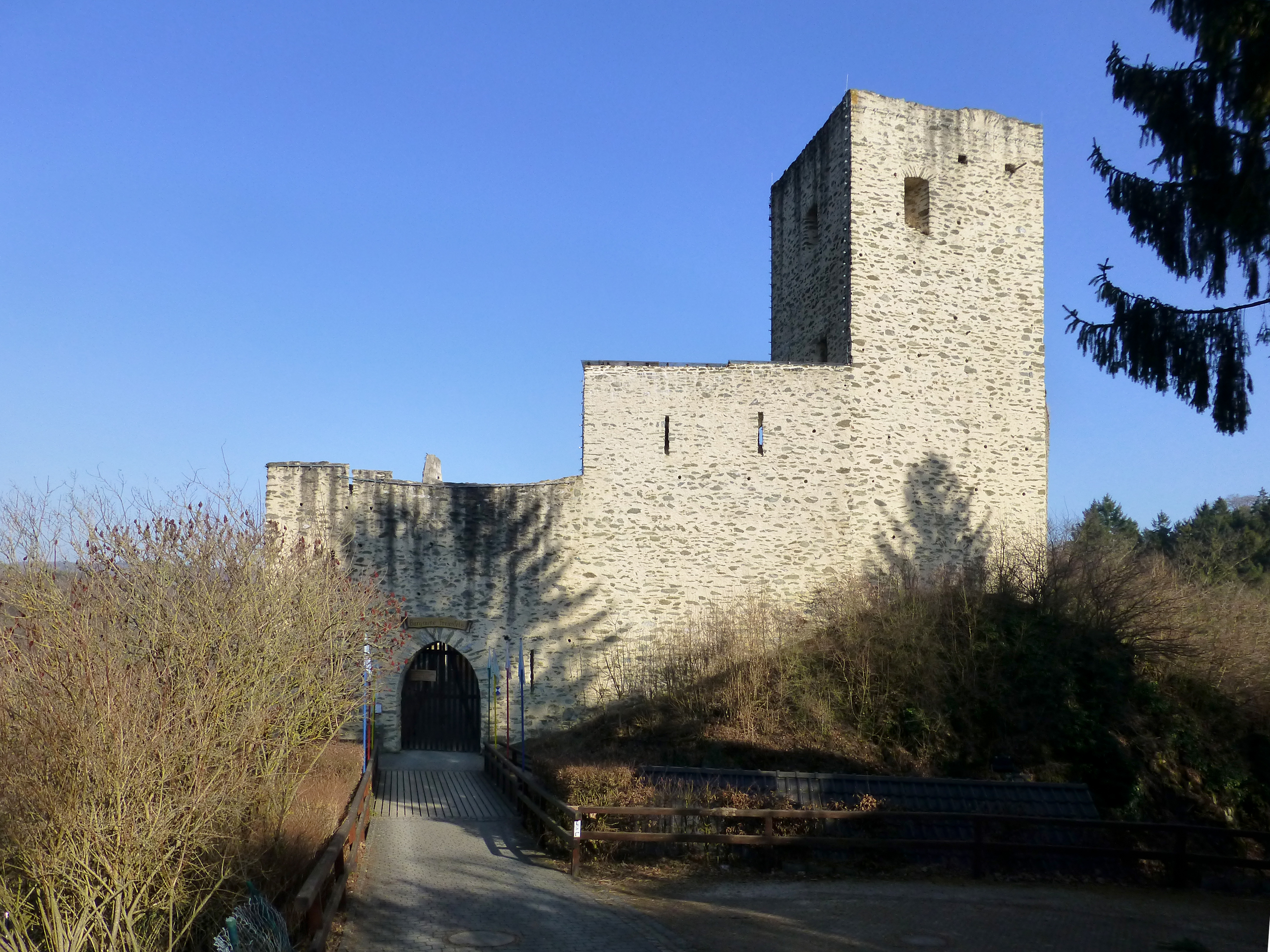
Freienfels
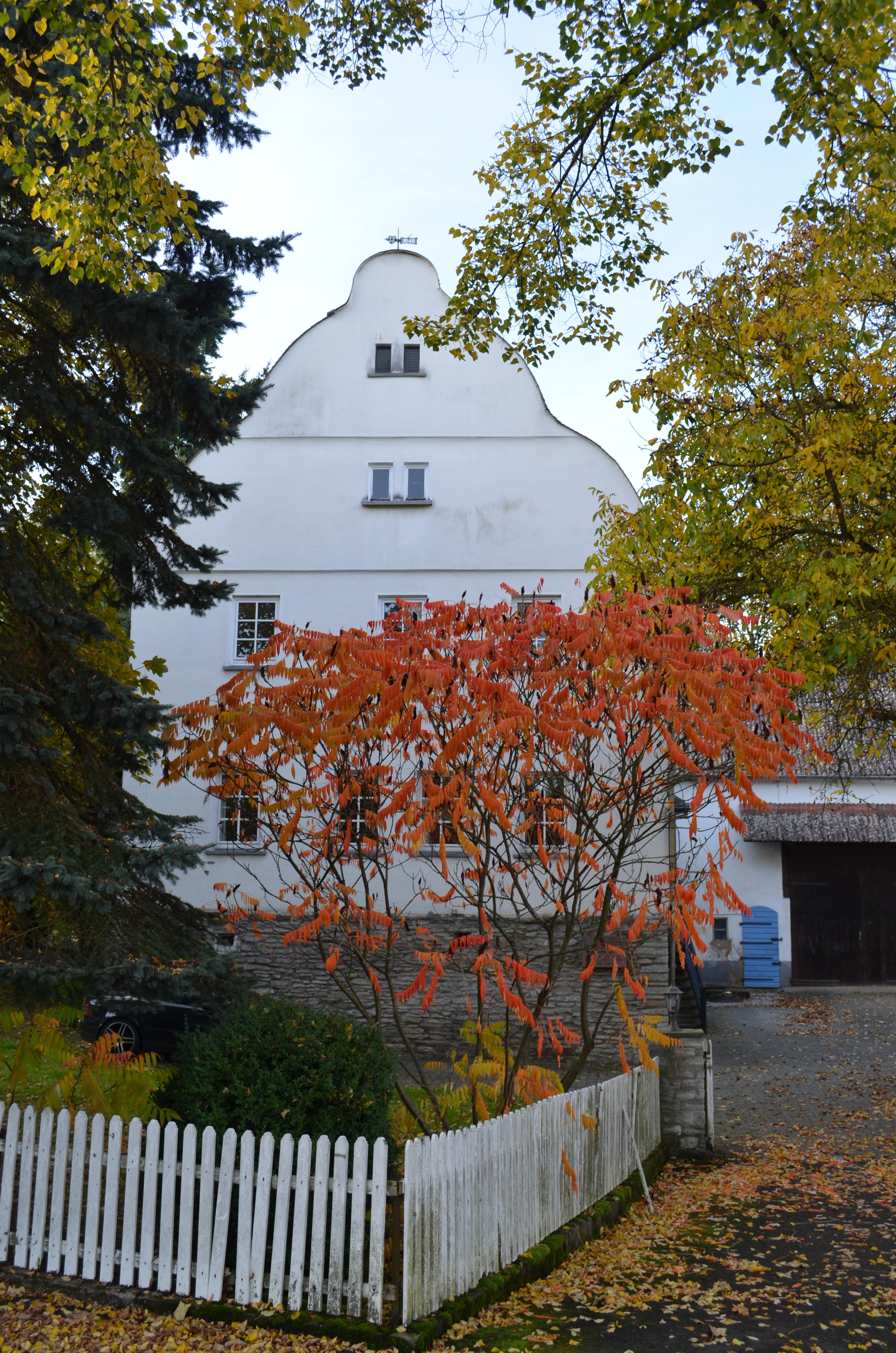
Eschbach

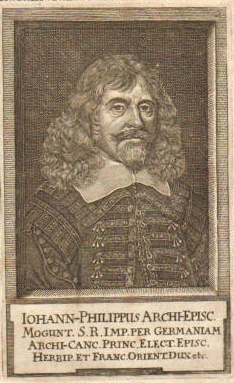
L'arcivescovo Johann Philipp von Schönborn (1605-1673)

Johann Philipp von Schönborn di Freienfels-Eschbach divenne un prete e ha fondato l'ascesa della casa di Schönborn alla fama europea - una famiglia di semplici cavalieri nel tempo impoverito della Guerra dei trent'anni che al momento consisteva solo da se stesso e da suo fratello. A 16 anni fu fatto chierico nella cattedrale di Würzburg e nel 1625 in quella di Magonza, nel 1630 in quella di Worms. Nel 1635 è prevosto di Kronberg e di St Burkard a Würzburg. Nel 1642 fu nominato principe-vescovo di Würzburg e fu uno dei grandi sostenitori della Pace di Vestfalia nel 1648. Nel 1647 fu eletto arcivescovo di Magonza e nel 1663 vescovo di Worms. È un abile amministratore nel riorganizzare dei suoi principati dopo la Guerra dei trent'anni; nel 1660 fonda un importante Ginnasio a Münnerstadt. La sua corte accoglie nobili statisti, diplomatici, prelati. Il suo fratello Filippo Erwein (1607-1668) divenne un balivo nel Elettorato di Magonza e acquisì il castello di Gaibach nel 1650 e la signoria di Heusenstamm nel 1661. Venne elevato barone nel 1663 e nel 1671 comprò il castello di Reichelsburg in Franconia per diventare un Cavaliere del Sacro Romano Impero. In questo modo la famiglia si trasferì ai principati ecclesiastici perché i loro luoghi di origine in Assia sono diventati prevalentemente protestanti. 
Suo figlio Franz Lothar von Schönborn anche fu arcivescovo di Magonza dal 1694 al 1729 e principe-vescovo di Bamberga dal 1693 al 1729. L'imperatore Carlo VI d'Asburgo gli diede i castelli di Palanok e Mukačevo con 200 villaggi in Ungheria in ringraziamento per il suo sostegno politico. Lo aveva scelto e incoronato. Per la sua lealtà duratura anche ricevette 100.000 fiorini, con i quali iniziò nel 1711 la costruzione del castello di Weissenstein a Pommersfelden, Franconia, con un'importantissima collezione di pittura e tuttora attualmente una proprietà dei conti di Schönborn-Wiesentheid. 
L'altro figlio Melchiorre Federico (1644-1717) ereditò Gaibach e Heusenstamm e nel 1710 acquisì Göllersdorf in Austria dai conti di Buchheim. Quattro dei suoi figli divennero principi arcivescovi con grandi fonti di reddito. Il figlio Rodolfo Francesco Erwein (1677-1754) ricevette per matrimonio la contea di Wiesentheid presso di Würzburg in Franconia nel 1701, per la prima volta un territorio con immediatezza imperiale, e ancora altri beni in Austria, mentre suo fratello Anselmo Francesco (1681-1726) fondò il ramo Schönborn-Heusenstamm. Nel 1701 i due fratelli secolari sono diventato conti dell'Impero, con diritto al seggio permanente nel collegio dei conti svevi della Dieta. Quattro dei suoi fratelli erano vescovi.

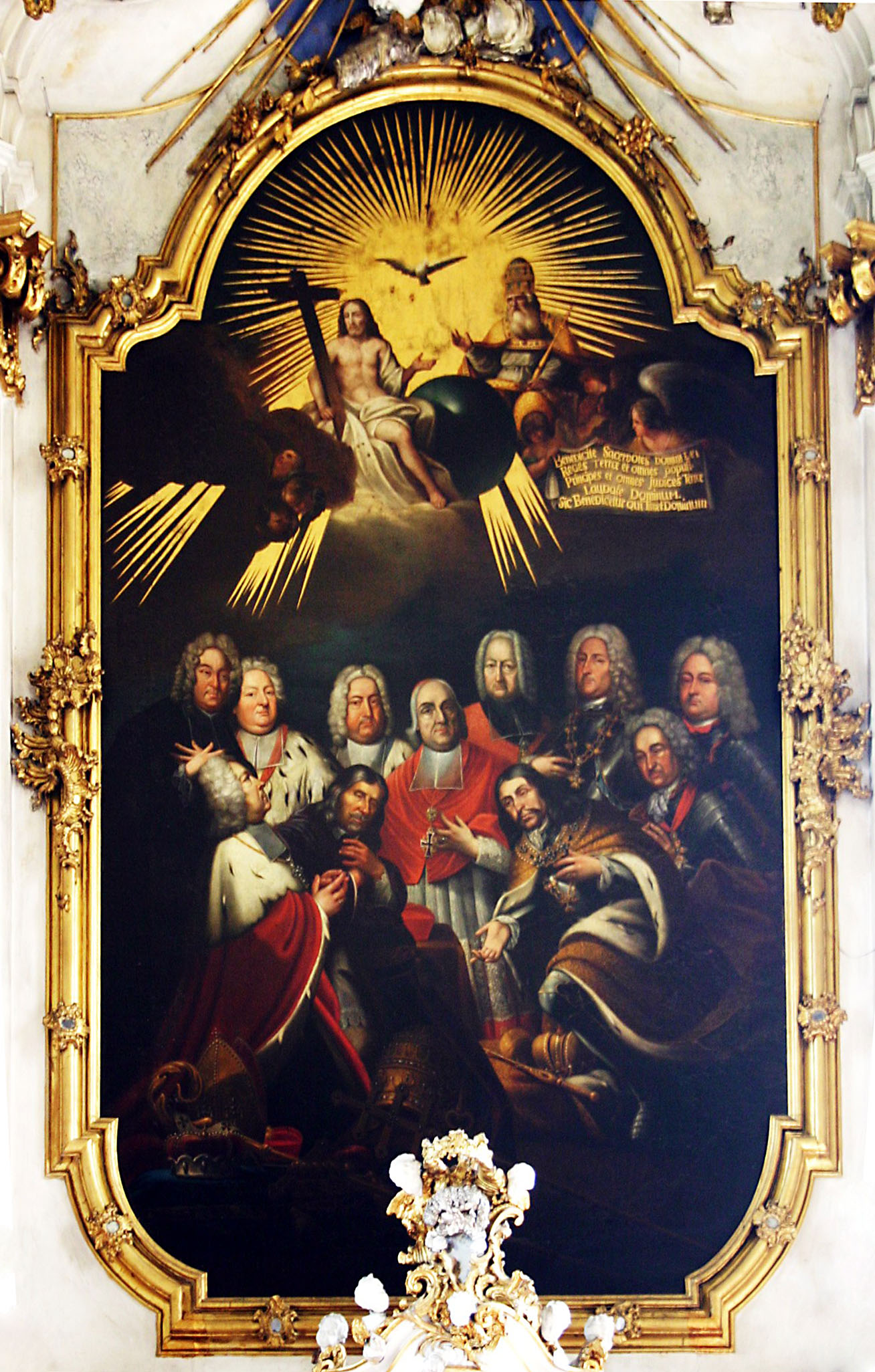
Pala d'altare della chiesa di Gaibach: Tre generazioni dei Schönborn (1745)

Di seguito molti membri della famiglia diventarono importanti prelati della Chiesa cattolica, tra questi Giovanni Filippo (1673–1724) principe-vescovo di Würzburg; Federico Carlo (1674–1746) cancelliere dell'Impero a Vienna e principe-vescovo di Würzburg e Bamberga; Damiano Ugo (1676-1743) principe-vescovo di Spira (1719-43) e di Costanza (1740) e cardinale nel 1715, noto per la sua cultura e pietà; Francesco Giorgio (1729–1756) arcivescovo di Treviri e principe-elettore d l'elettorato di Treviri (1729-56), principe-vescovo di Worms (1732) e principe-prevosto di Ellwangen, stimato e ben voluto sia da Federico II di Prussia che da Maria Teresa d'Austria. 
Francesco (1844–1899) venne eletto vescovo di České Budějovice nel 1883 e arcivescovo di Praga nel 1885. Venne creato cardinale nel concistoro del 24 maggio 1889, con un breve apostolico con cui papa Leone XIII gli consegnò la berretta rossa. 
Christoph Schönborn divenne segretario della commissione per la redazione del Catechismo della Chiesa Cattolica nel 1987, quindi stretto collaboratore di Joseph Ratzinger; nel 1991 papa Giovanni Paolo II lo nominò vescovo titolare di Sutri e vescovo ausiliare di Vienna, nel 1995 vescovo coadiutore ed in quello stesso anno venne chiamato a succedere come arcivescovo di Vienna. Nel 1998 venne creato cardinale.

## Rami della famiglia
Verso la fine del XVIII secolo, tre fratelli, pronipoti di Rodolfo Francesco Erwein (1677-1754), fondarono le tre linee tuttora esistenti della famiglia:
- Ugo (1739–1817)
  - Francesco Filippo (1768-1841): Schönborn-Buchheim, ramo austriaco
  - Francesco Erwein (1776-1840): Schönborn-Wiesentheid, ramo bavarese in Franconia
  - Federico (1781-1849): Schönborn, ramo boemo a Praga

Solo i rami di Wiesentheid e Heusenstamm avevano Immediatezza imperiale e governavano sovrani. Il ramo di Heusenstamm si estingue con Anselmo Postumo (1726-1801), quando i suoi beni sono ereditati dal ramo di Wiesentheid. Nel 1806 i due territori sono mediatizzati e assorbiti dalla Baviera (Wiesentheid) e dalla Assia (Heusenstamm).

## Signori di Schönborn (1385-1663)
- Gerardo I (1385-1416)
- Gerardo II (1416-1460)
- Giovanni II (1460-1490)
- Giovanni IV (1490-1529)
- Giorgio II (1529-1560)
- Filippo (1560-1589)
- Giorgio IV (1589-1613)
- Johann Philipp von Schönborn (1605-1673)
- Filippo Erwein (1613-1663)

## Baroni di Schönborn (1663-1701)
- Filippo Erwein (1663-1668)
- Francesco Giorgio (1668-1674) con
- Giovanni Erwein (1668-1701) con
- Melchiorre Federico (1668-1701) di Buchheim.

## Conti di Schönborn (1701-1717)
- Giovanni Erwein (1701-1705) con
- Melchiorre Federico (1701-1717)

## Conti di Schönborn-Heusenstamm (1717-1801)

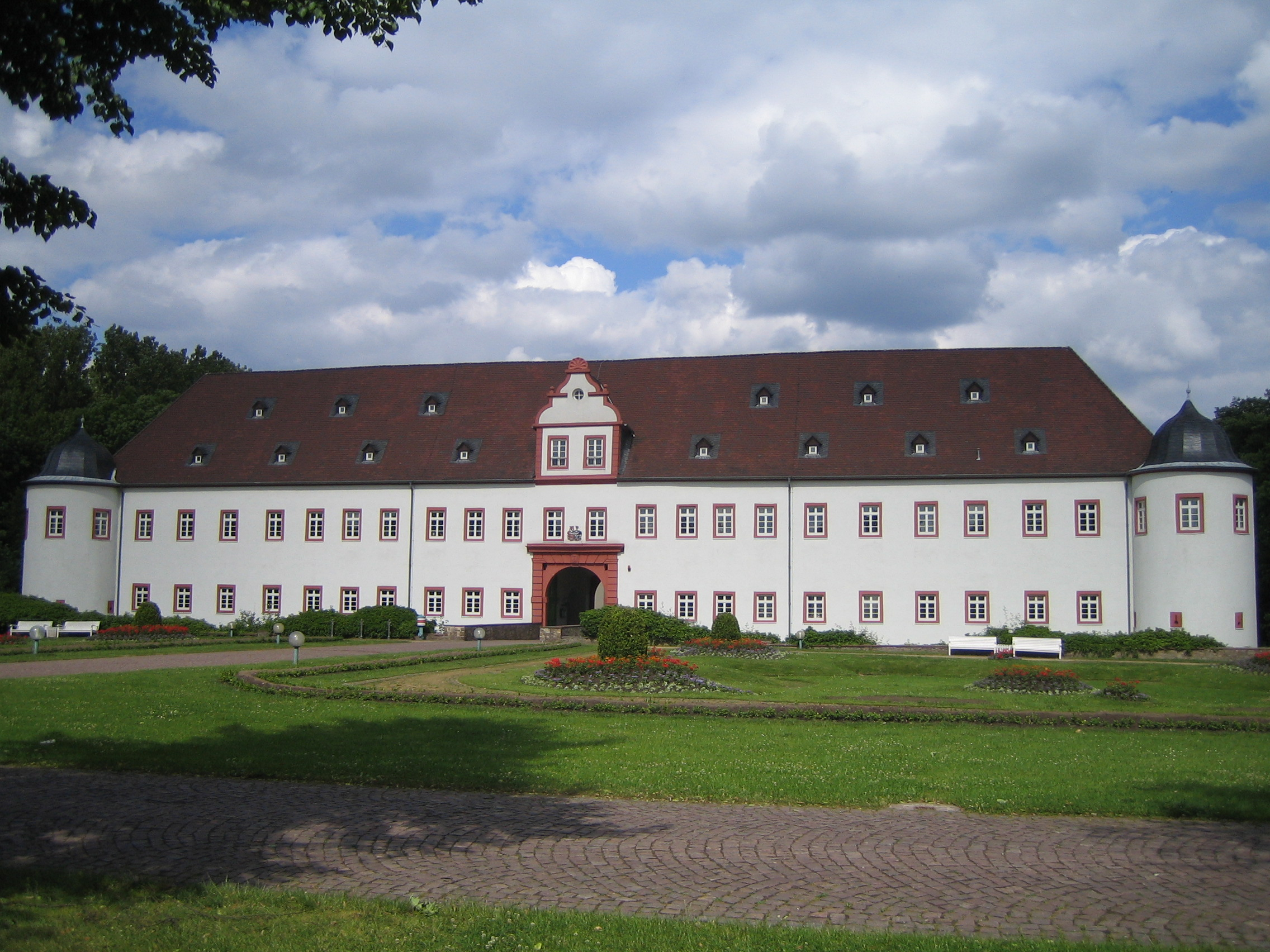
Castello di Heusenstamm, eretto in 1661 per Filippo Erwein von Schönborn

Schönborn-Heusenstamm fu un piccolo stato governato dalla famiglia Schönborn collocato a sud della moderna Assia, Germania. Schönborn-Heusenstamm venne ereditato dai conti di Schönborn-Wiesentheid nel 1801.
- Anselmo Francesco (1717-1726)
- Anselmo Postumo (1726-1801)

## Conti di Schönborn-Wiesentheid

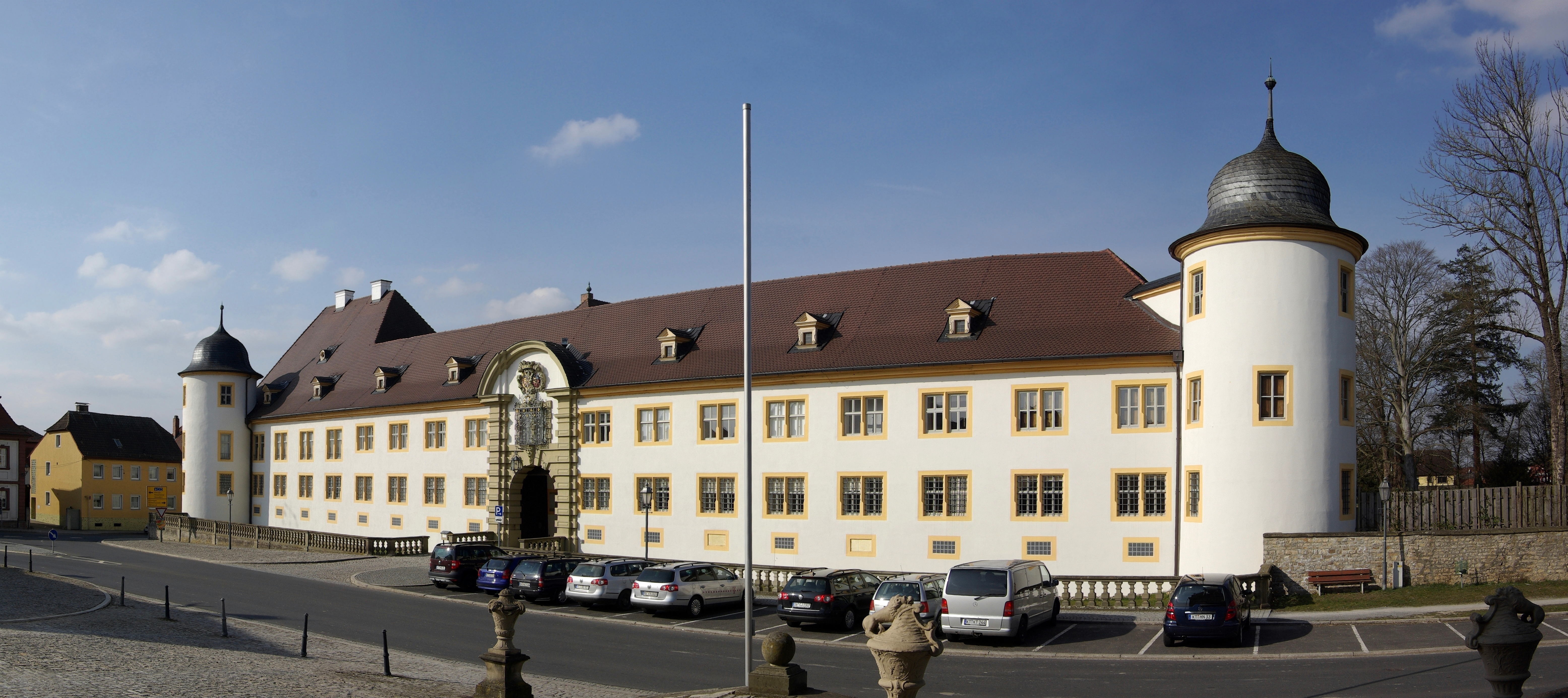
Castello di Wiesentheid, eretto in 1701 per Rodolfo Francesco Erwein von Schönborn, tuttora residenza primaria dei conti di Schönborn-Wiesentheid

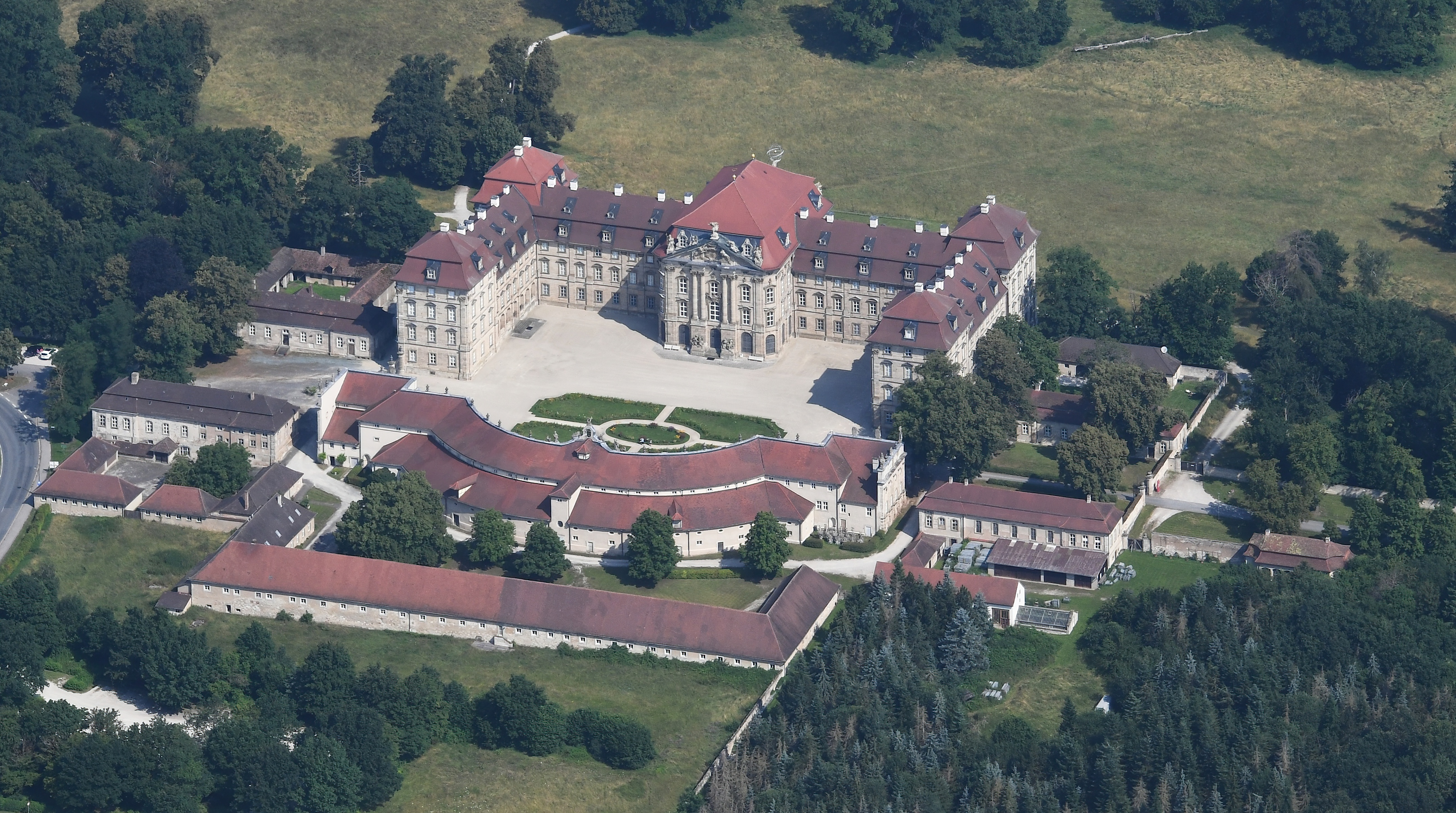
Castello di Weissenstein a Pommersfelden, Franconia, edificato 1711-18 per Franz Lothar von Schönborn, principe elettore di Magonza e principe vescovo di Bamberga, e tuttora proprietà dei conti di Schönborn-Wiesentheid

Schönborn-Wiesentheid fu una Contea della Bassa Franconia, a nord est della moderna regione della Baviera, comprendenti numerosi insediamenti isolati lungo il fiume Regnitz presso il Meno a est di Würzburg. Schönborn-Wiesentheid passò alla Baviera nel 1806. 
- Rodolfo Francesco Erwein (1717-1754)
- Giuseppe Francesco Bonaventura (1754-1772)
- Ugo Damiano Erwein (1772-1806)

generazioni successive:
- Francesco Erwein Damiano Giuseppe (1776–1840)
  - Ugo Damiano Erwein (1805–1865)
  - Clemente (1810–1877)
    - Arturo (1846–1915)
      - Erwein (1877–1942)
        - Carlo (1916–1998)
          - Paolo (* 1964) ∞ Damiana dei conti Lovatelli
            - Francesco (* 1990)

I conti di Schönborn-Wiesentheid sono tuttora oggi i proprietari dei castelli di Wiesentheid, Weissenstein, Gaibach, Geisenheim, Hallburg e Hattenheim.

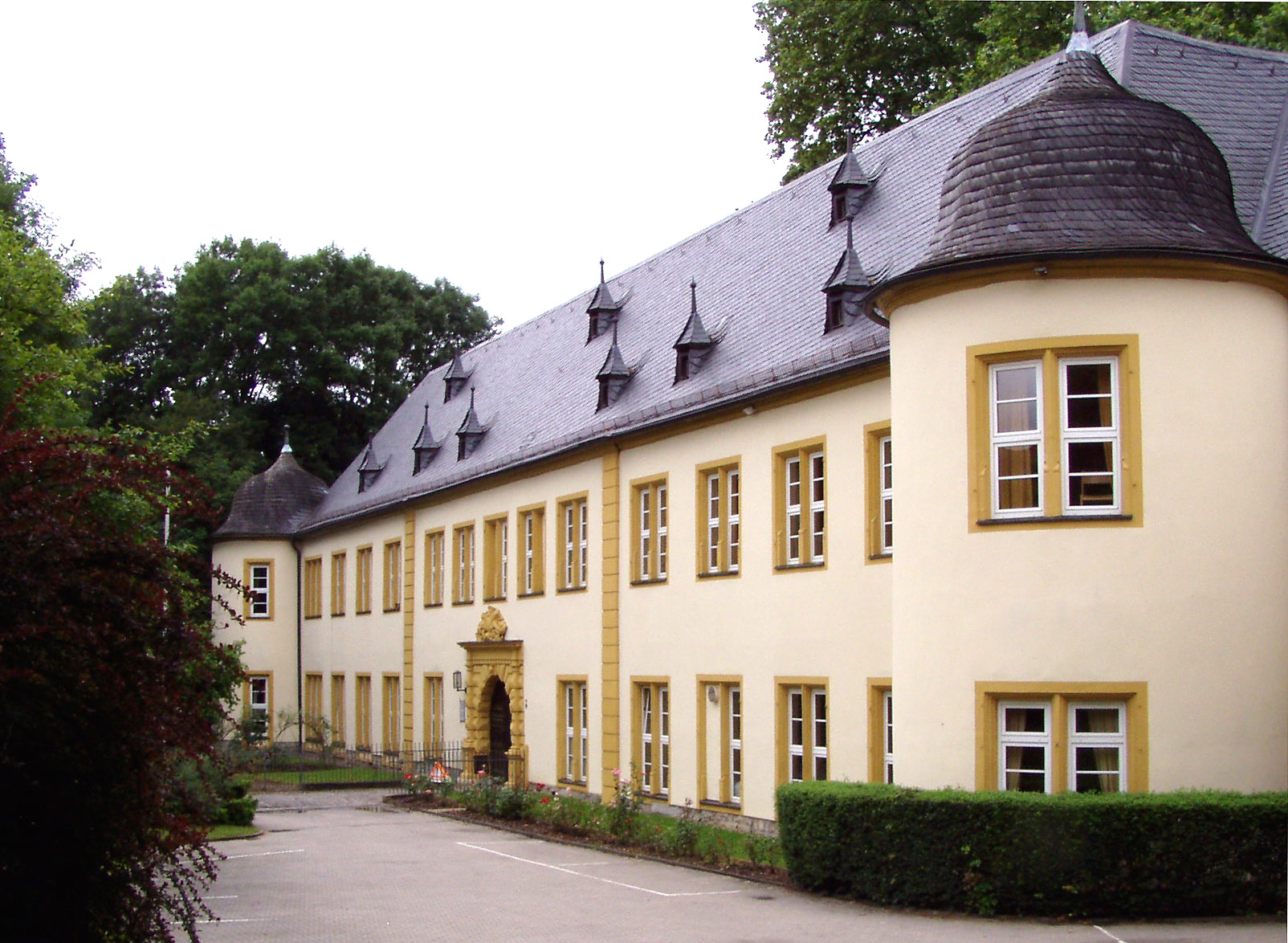
Castello di Gaibach
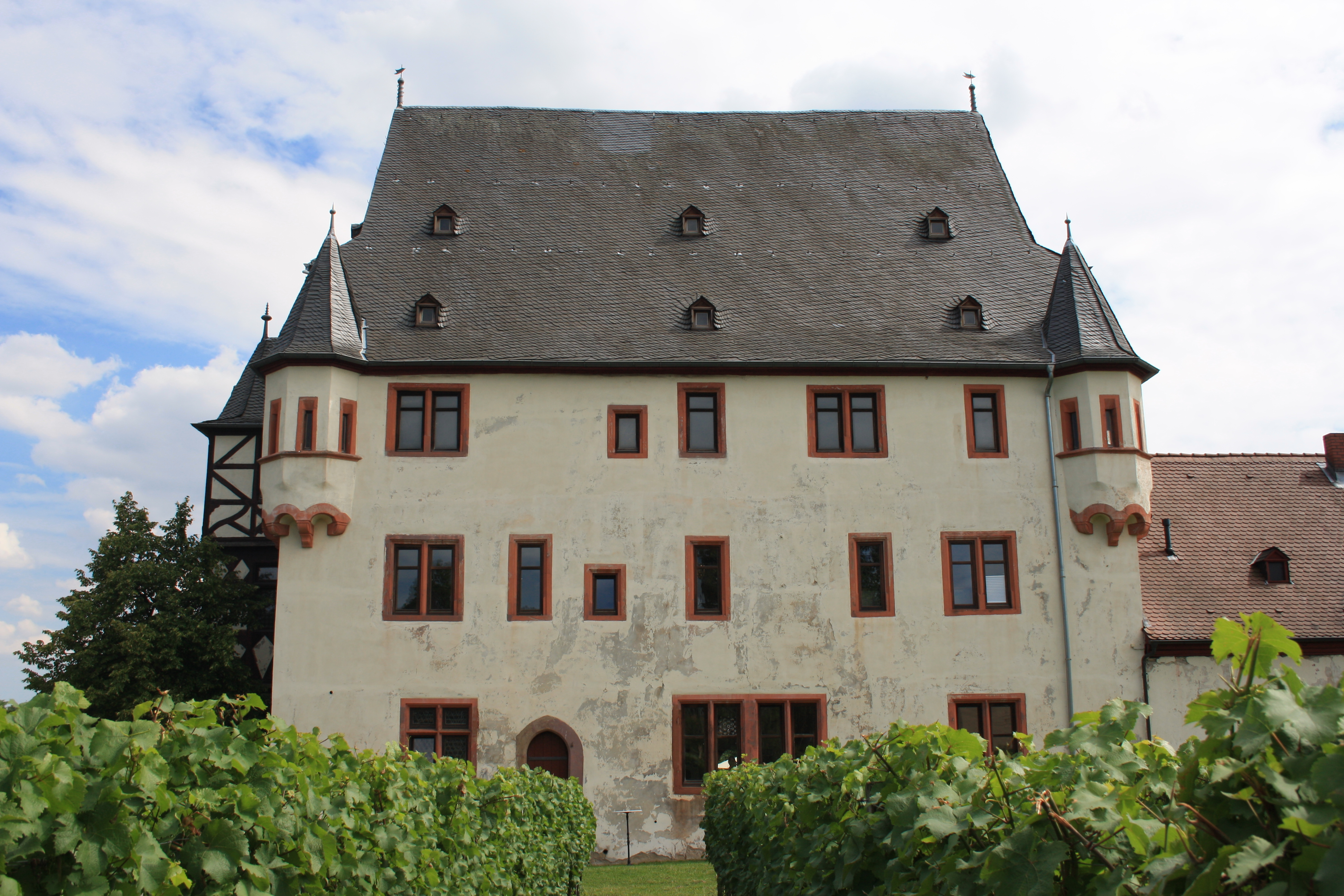
Castello di Geisenheim
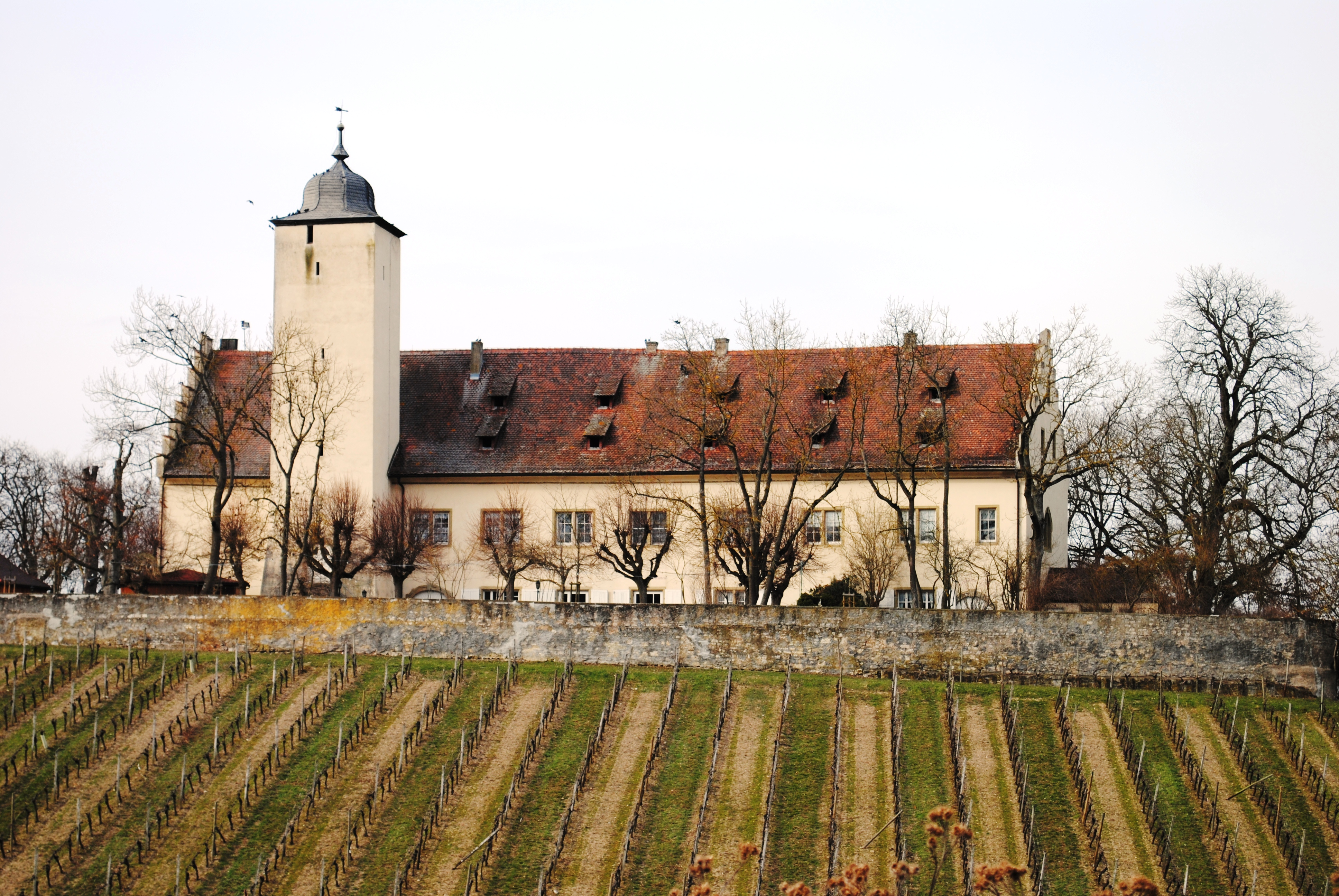
Castello di Hallburg

## Conti di Schönborn-Buchheim (in Austria)
- Melchiorre Federico (1701-1717)
- Franz Georg (1717-1756)
- Friedrich Karl von Schönborn-Buchheim (1674-1746)
- Damian Hugo von Schönborn-Buchheim (1676-1743)

generazioni successive:
- Francesco Filippo Giuseppe (1768–1841) 
  - Erwein (1791–1864)
  - Carlo (1803–1854)
    - Erwein (1842–1903)
      - Federico Carlo (1869–1932)
        - Giorgio (1906–1989) 
          - Federico Carlo, (* 1938) ∞ Isabella d'Orléans, principessa di Francia
            - Damiano (* 1965)
            - Vinzenzo (*1966)
              - Alessandro (* 2010)

            - Vinzenzo (* 1966)
              - Theodoro (* 2015)

I conti di Schönborn-Buchheim sono tuttora oggi i proprietari di Göllersdorf, Weyerburg e del palazzo Schönborn-Batthyány a Vienna. 

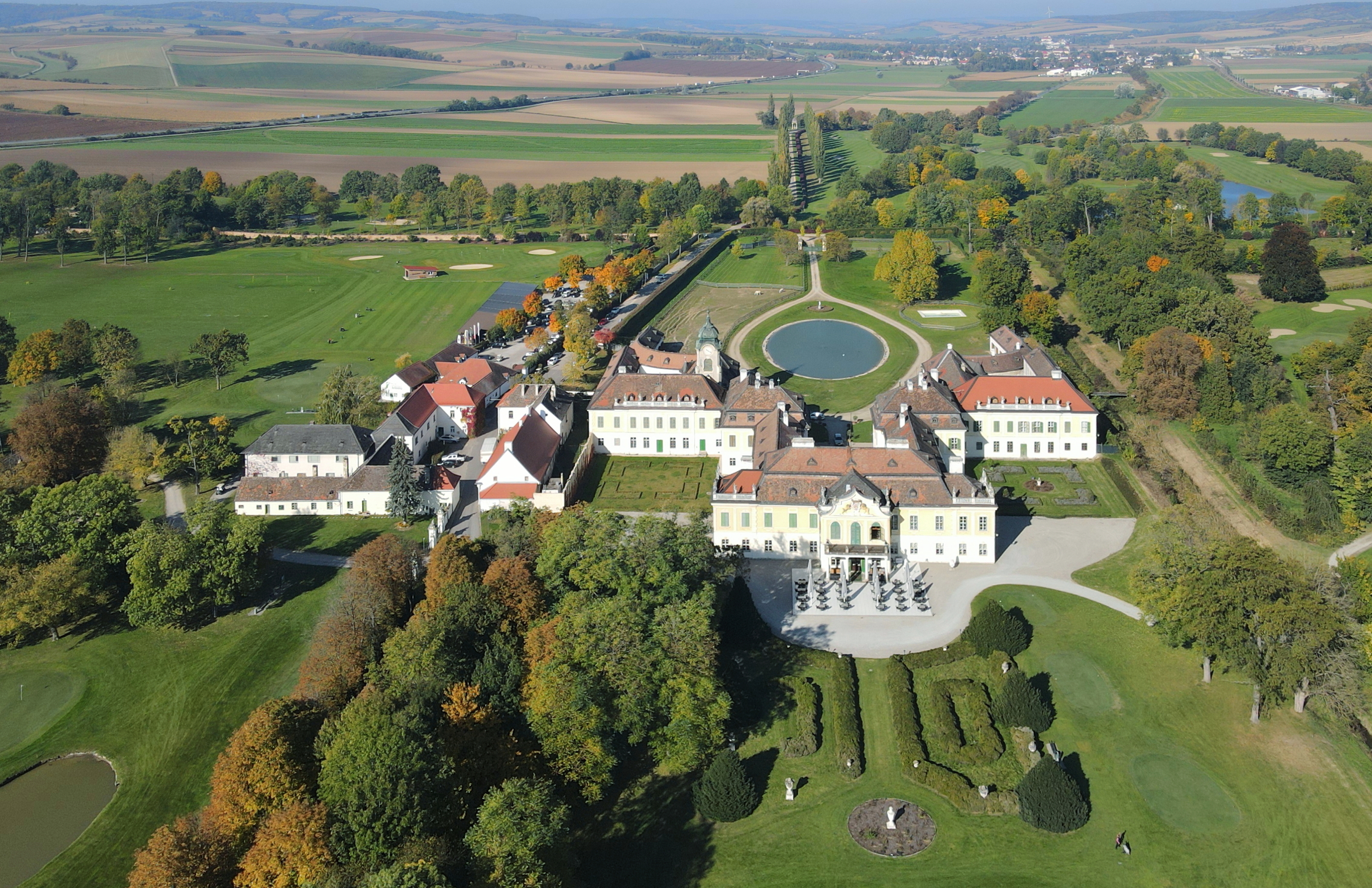
Villa Schönborn a Göllersdorf, Austria
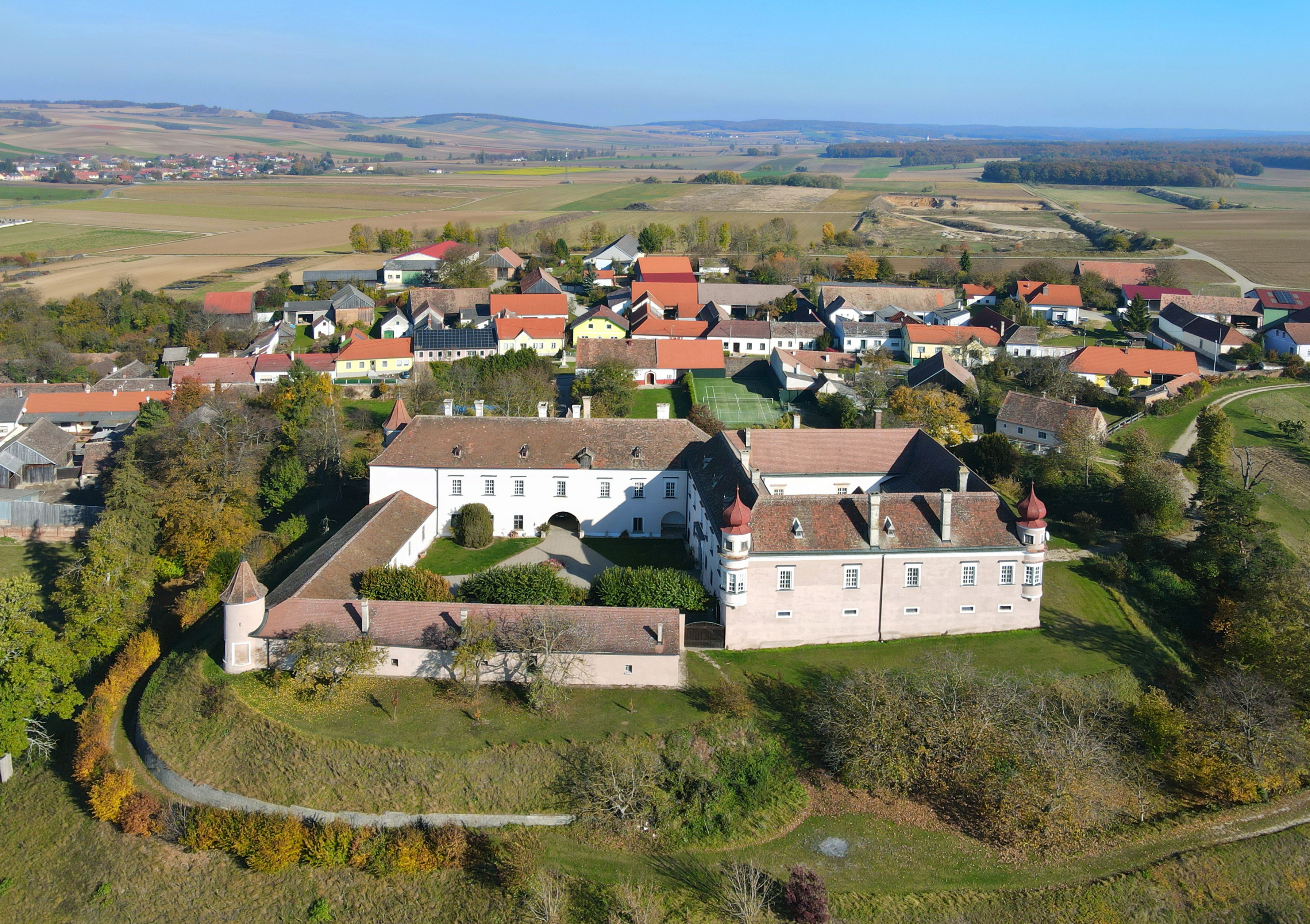
Castello di Weyerburg, Austria
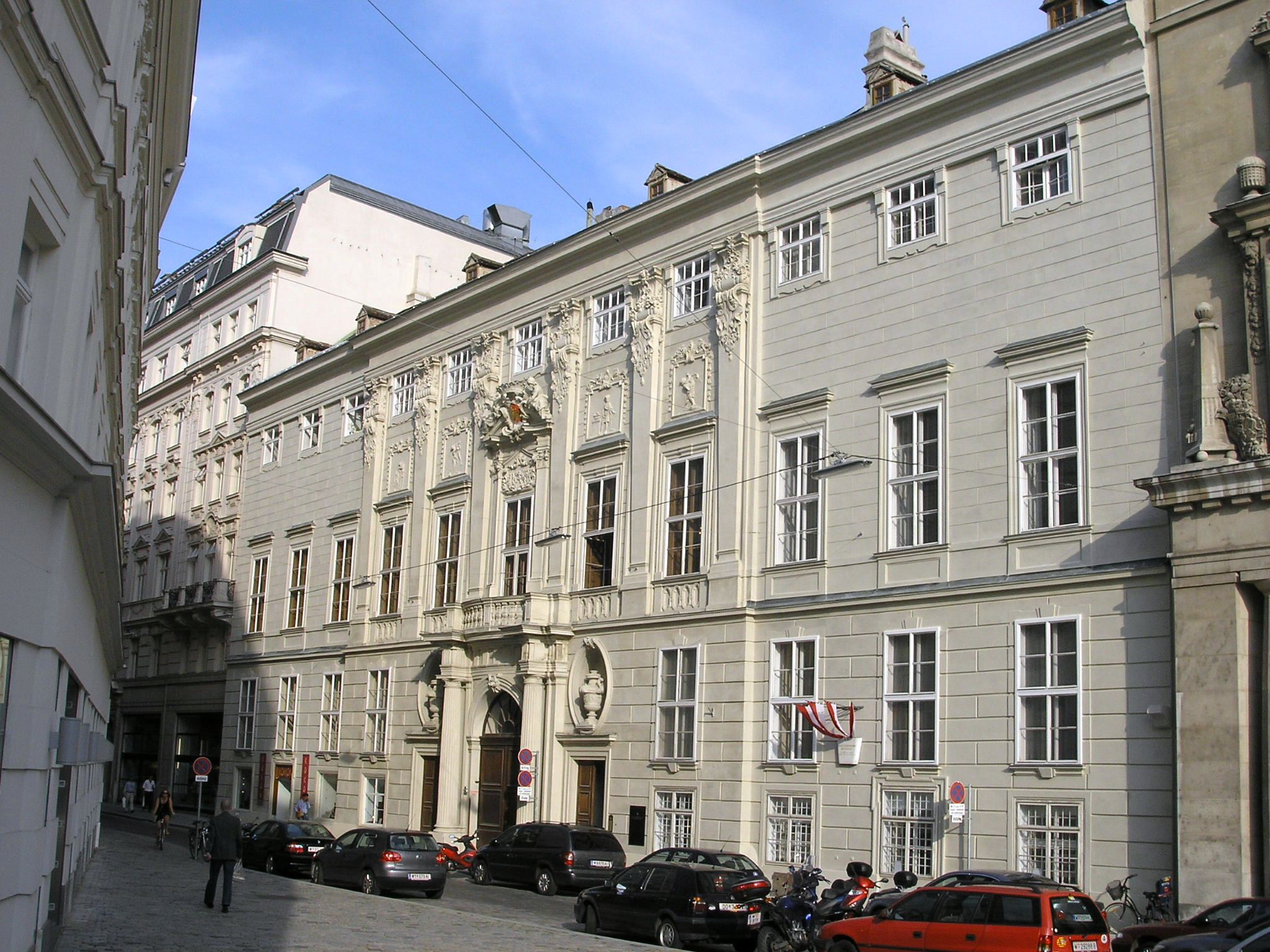
Palazzo Schönborn-Batthyány, Vienna

## Conti di Schönborn (ramo boemo)
- Federico (1781–1849) 
  - Erwein (1812–1881) 
    - Carlo (1840–1908)
      - Giovanni (1864–1912)
        - Carlo Giovanni (1890–1952)
          - Ugo Damiano (1916–1979)
            - Filippo (* 1943)
            - Christoph Schönborn, cardinale e arcivescovo di Vienna (* 1945 a Skalka)
            - Michele (* 1954)

    - Franziskus von Paula Schönborn (1844–1899), cardinale e arcivescovo di Praga

I conti boemi di Schönborn hanno venduto il loro palazzo a Praga in 1919, da allora Ambasciata degli Stati Uniti, e hanno perso per esproprio il castello di Skalka in 1946.

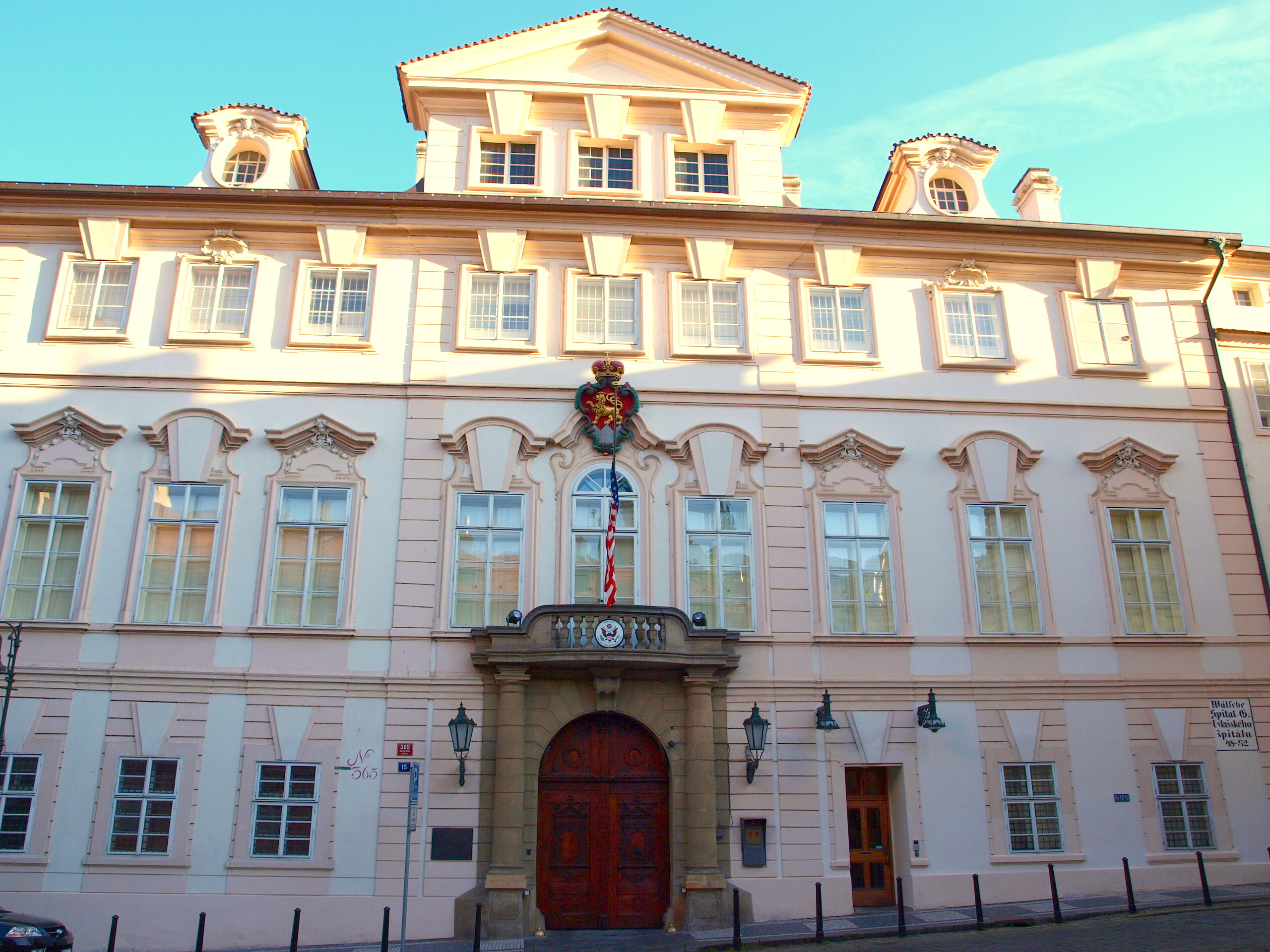
Palazzo Schönborn, Praga
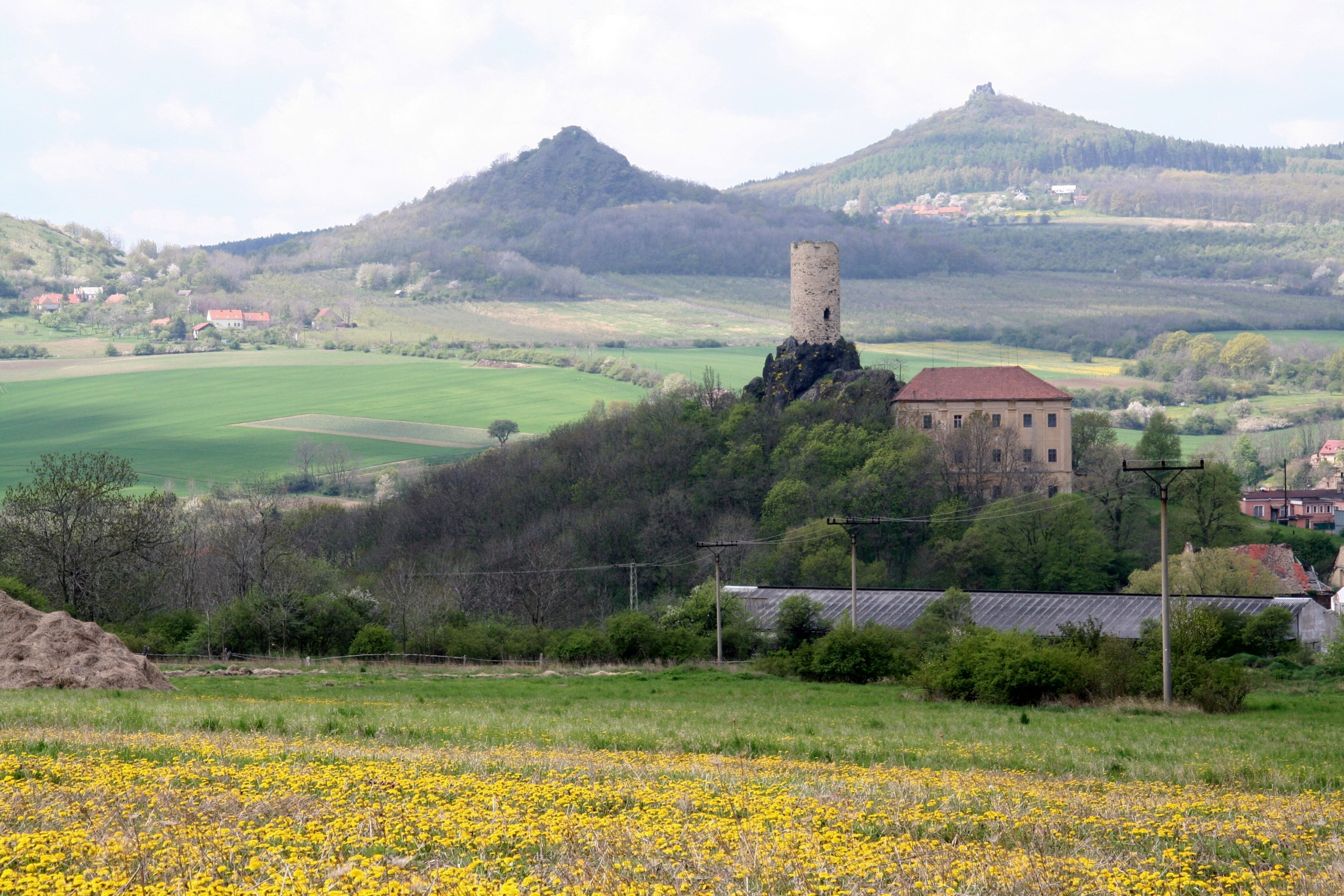
Castello di Skalka, Boemia

## Vescovi

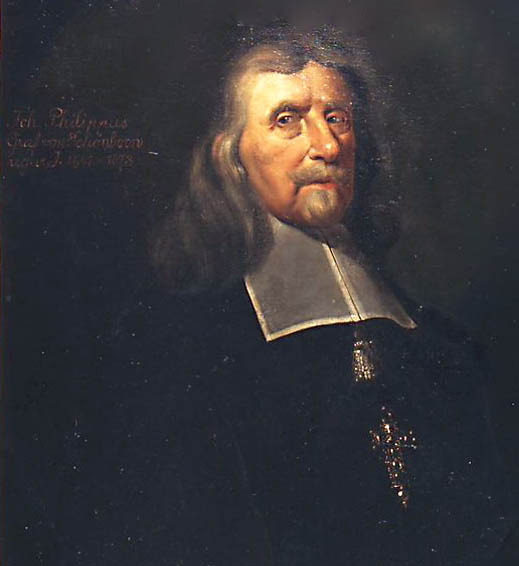
Johann Philipp von Schönborn (1605–1673), arcivescovo di Magonza, principe elettore, vescovo di Würzburg e vescovo di Worms
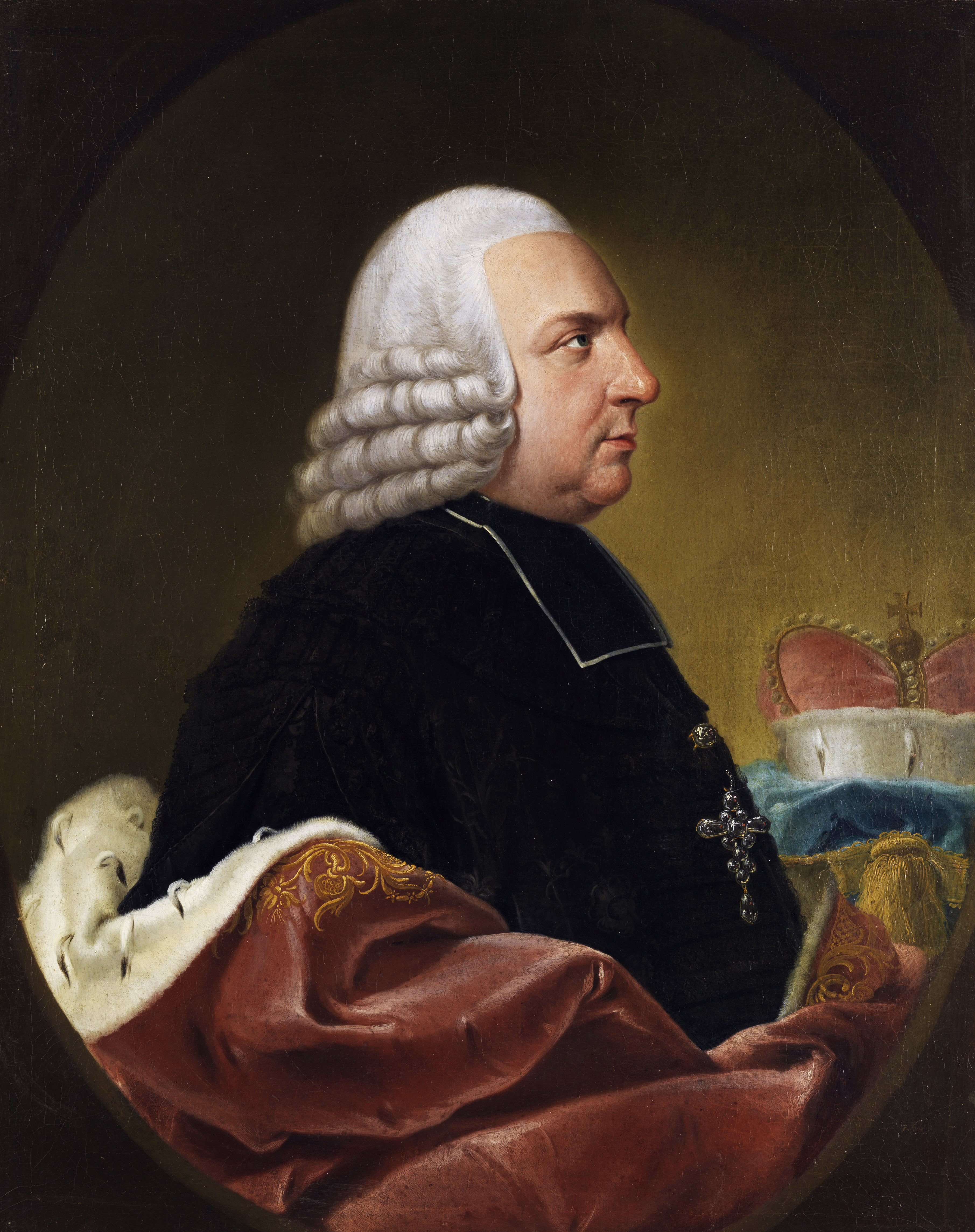
Lothar Franz von Schönborn (1655–1729), arcivescovo di Magonza, principe elettore, vescovo di Bamberga
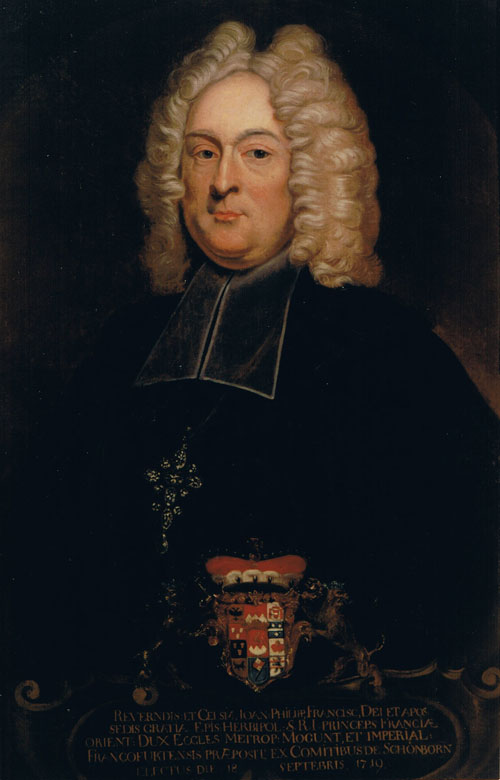
Johann Philipp Franz von Schönborn (1673–1724), principe-vescovo di Würzburg
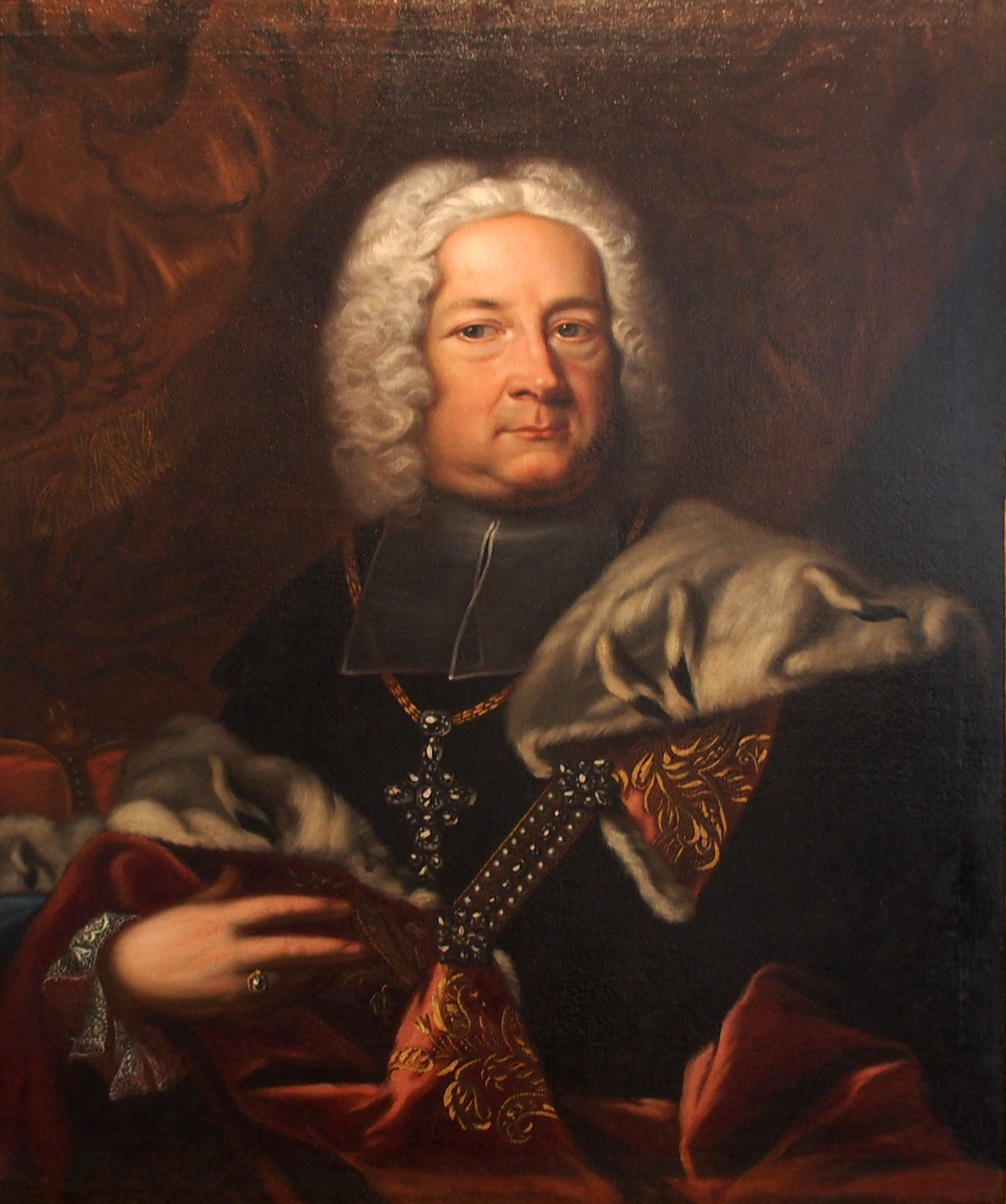
Friedrich Karl von Schönborn-Buchheim (1674–1746), principe vescovo di Würzburg e Bamberga, cancelliere dell'Impero
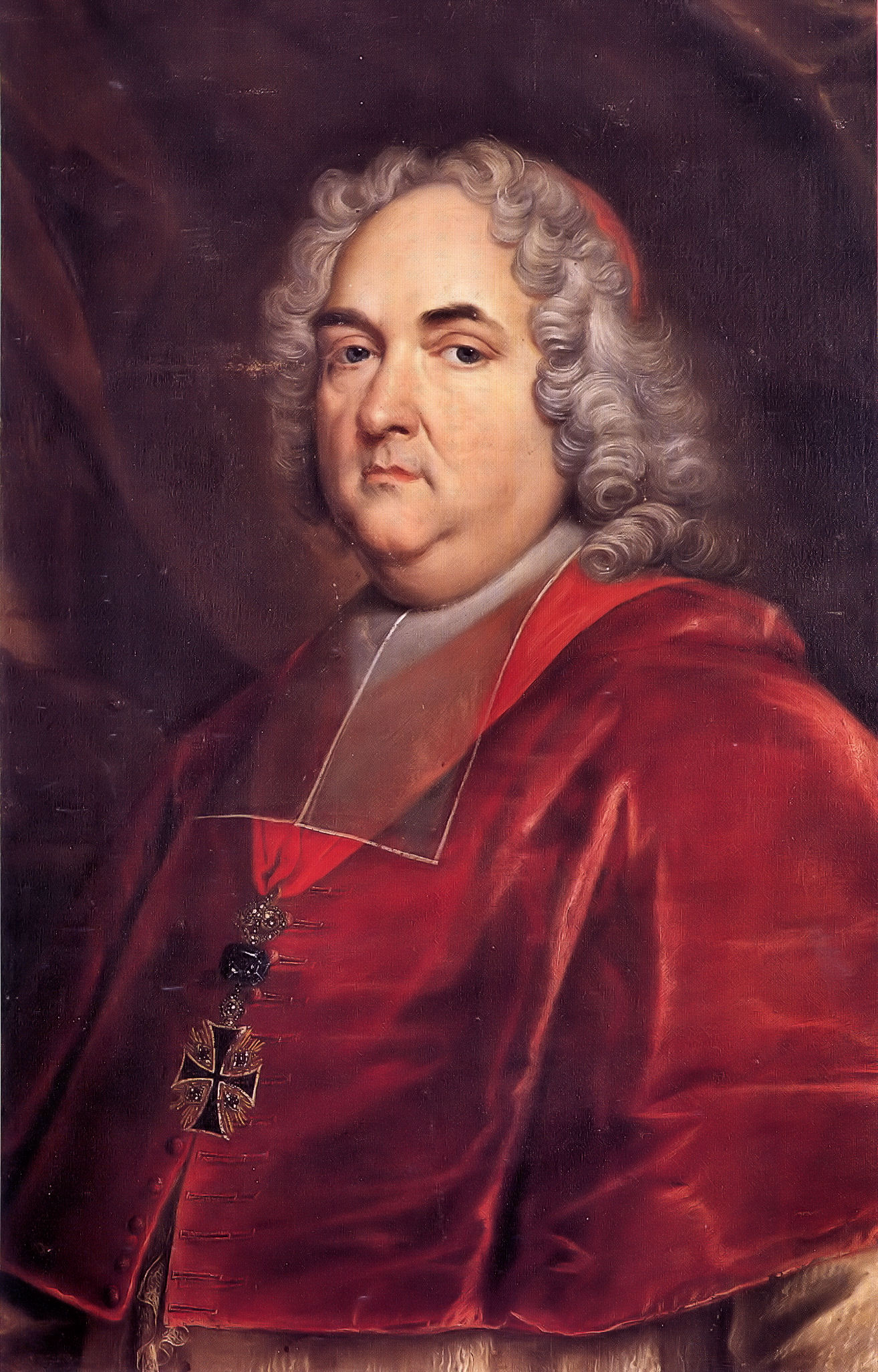
Cardinale Damian Hugo von Schönborn-Buchheim (1676-1743), principe-vescovo di Spira e di Costanza
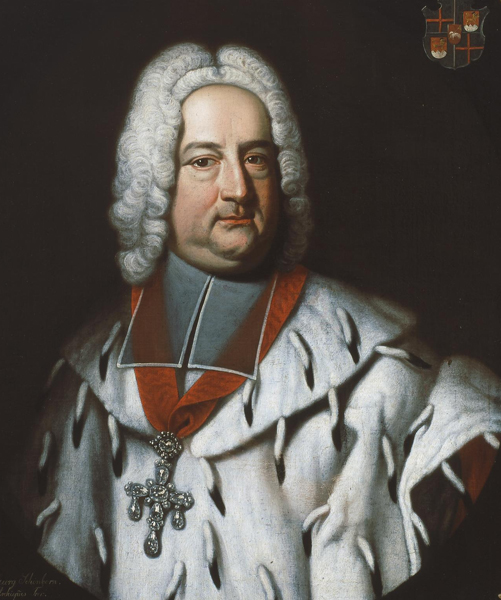
Franz Georg von Schönborn (1729–1756), arcivescovo di Treviri, principe elettore, vescovo di Worms e prevosto di Ellwangen
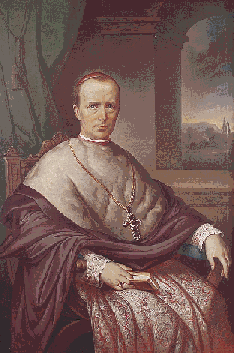
Cardinale Franziskus von Paula Schönborn (1844–1899), arcivescovo di Praga
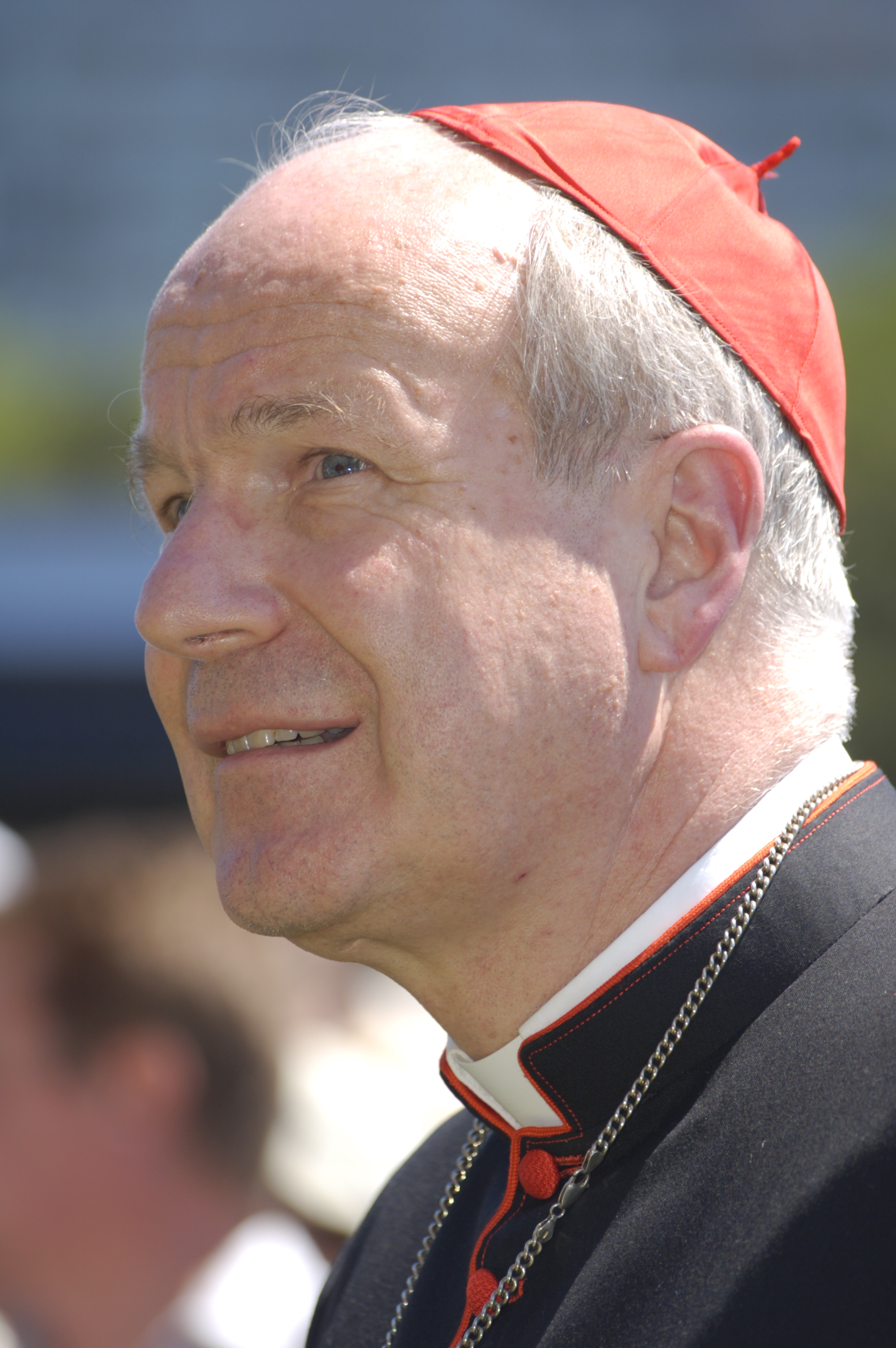
Christoph Schönborn (* 1945), cardinale e arcivescovo di Vienna

## Edifici laici costruiti dai vescovi

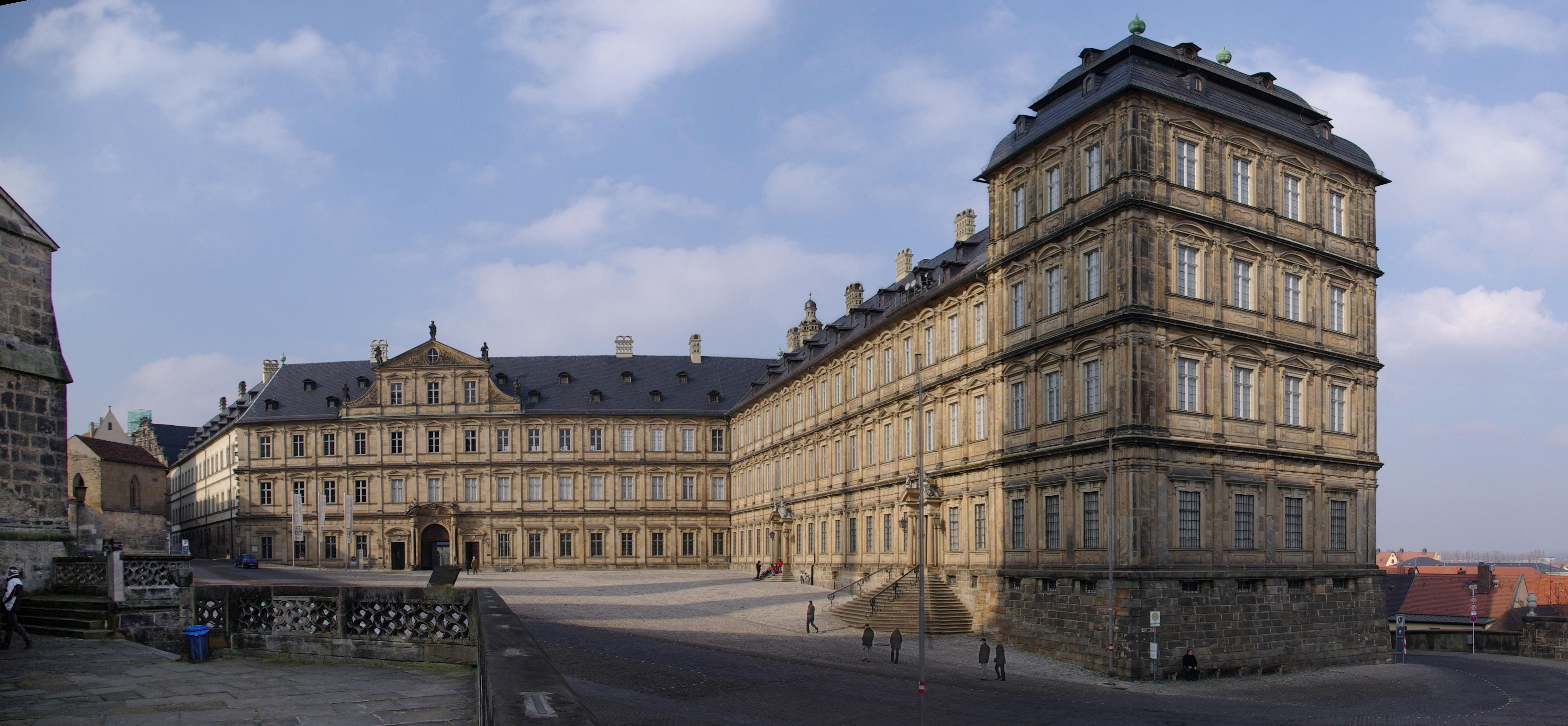
Residenza Nuova, Bamberga, costruita 1697-1703 per Lothar Franz von Schönborn
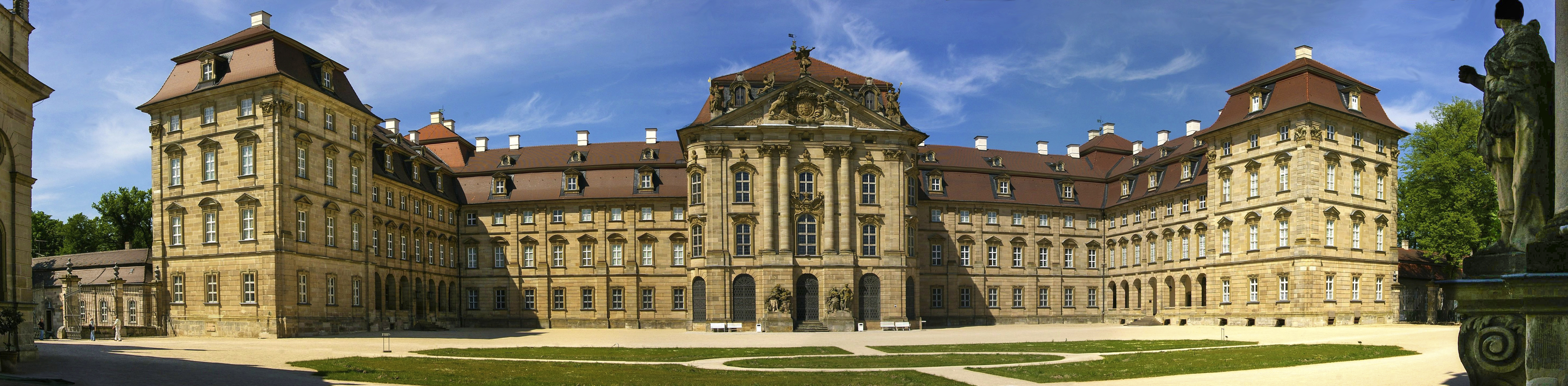
Castello di Weissenstein a Pommersfelden, Franconia, edificato 1711-18 per Lothar Franz
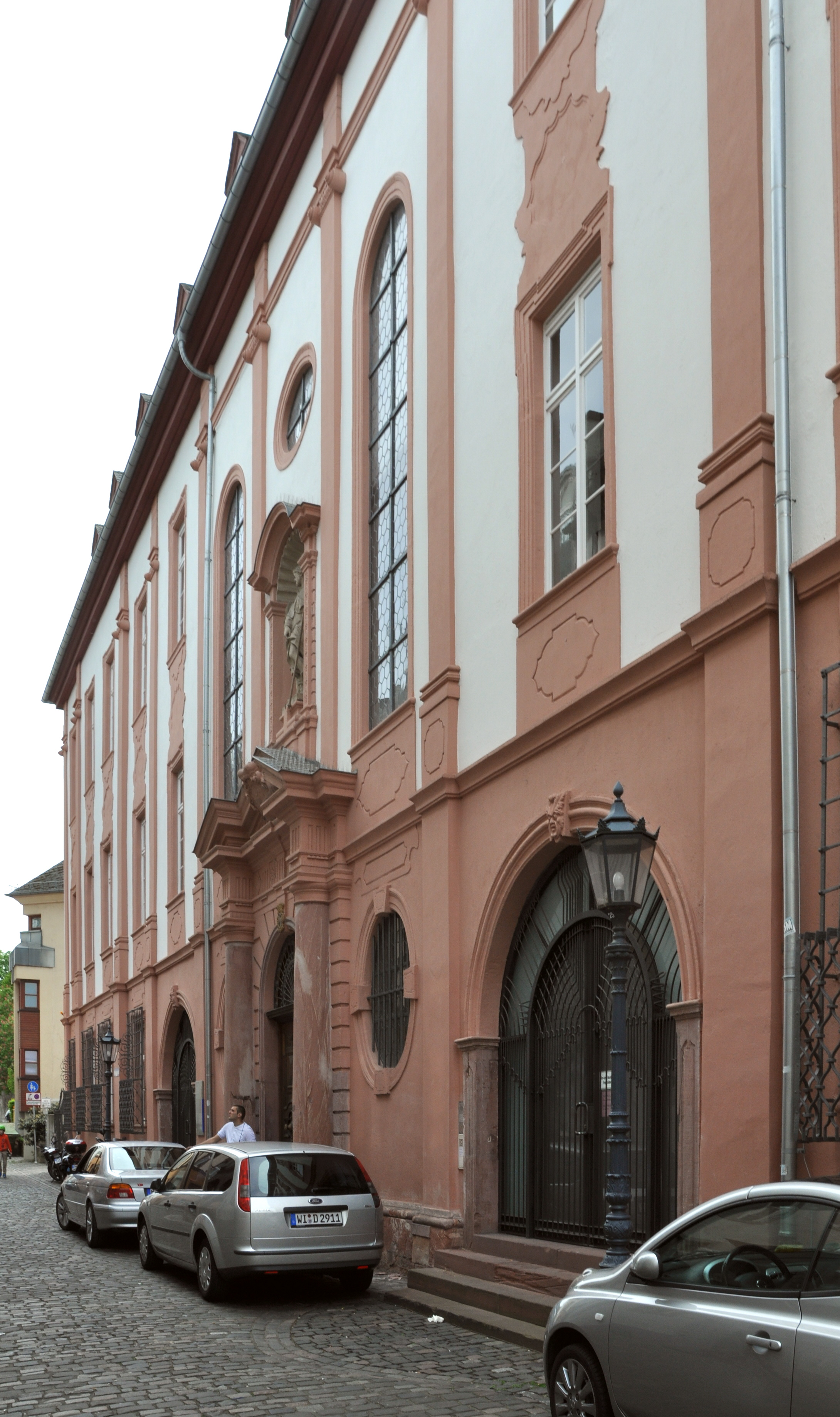
L'ospedale S. Rochus a Magonza, costruito 1721–1729 per Lothar Franz
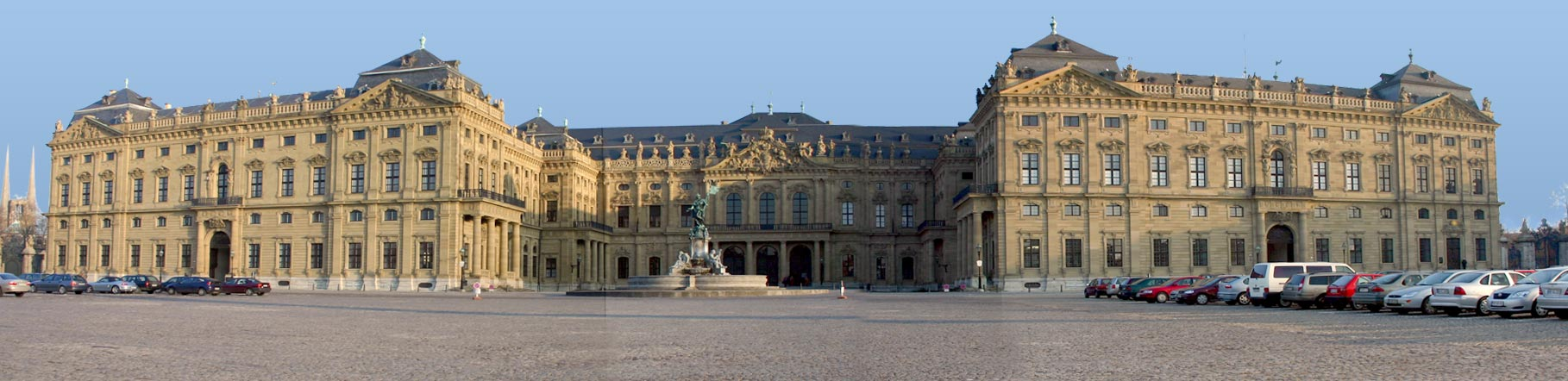
Residenza di Würzburg, costruita 1719-1744 per Johann Philipp Franz von Schönborn e Friedrich Karl von Schönborn
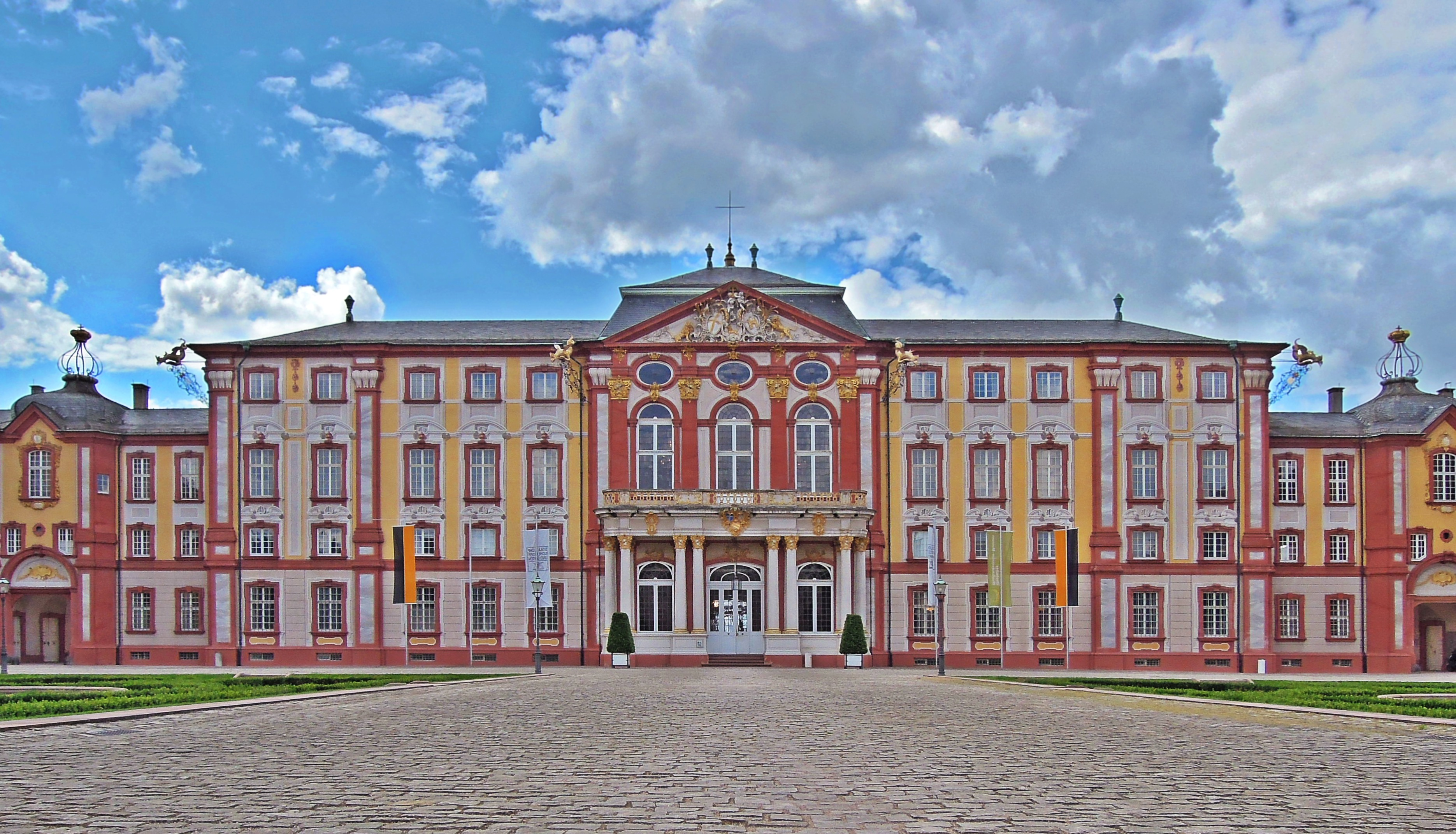
Palazzo di Bruchsal, edificato da 1720 per Damian Hugo Philipp von Schönborn
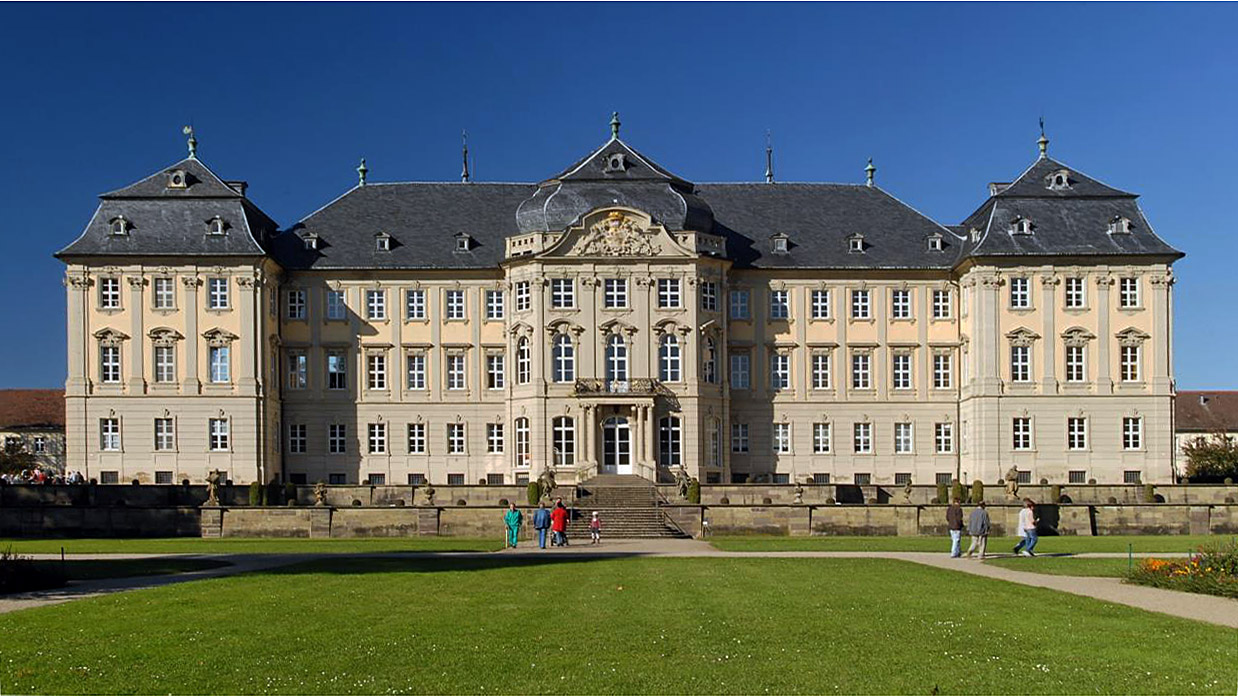
Palazzo di Werneck, edificato 1733-1745 per Friedrich Karl von Schönborn
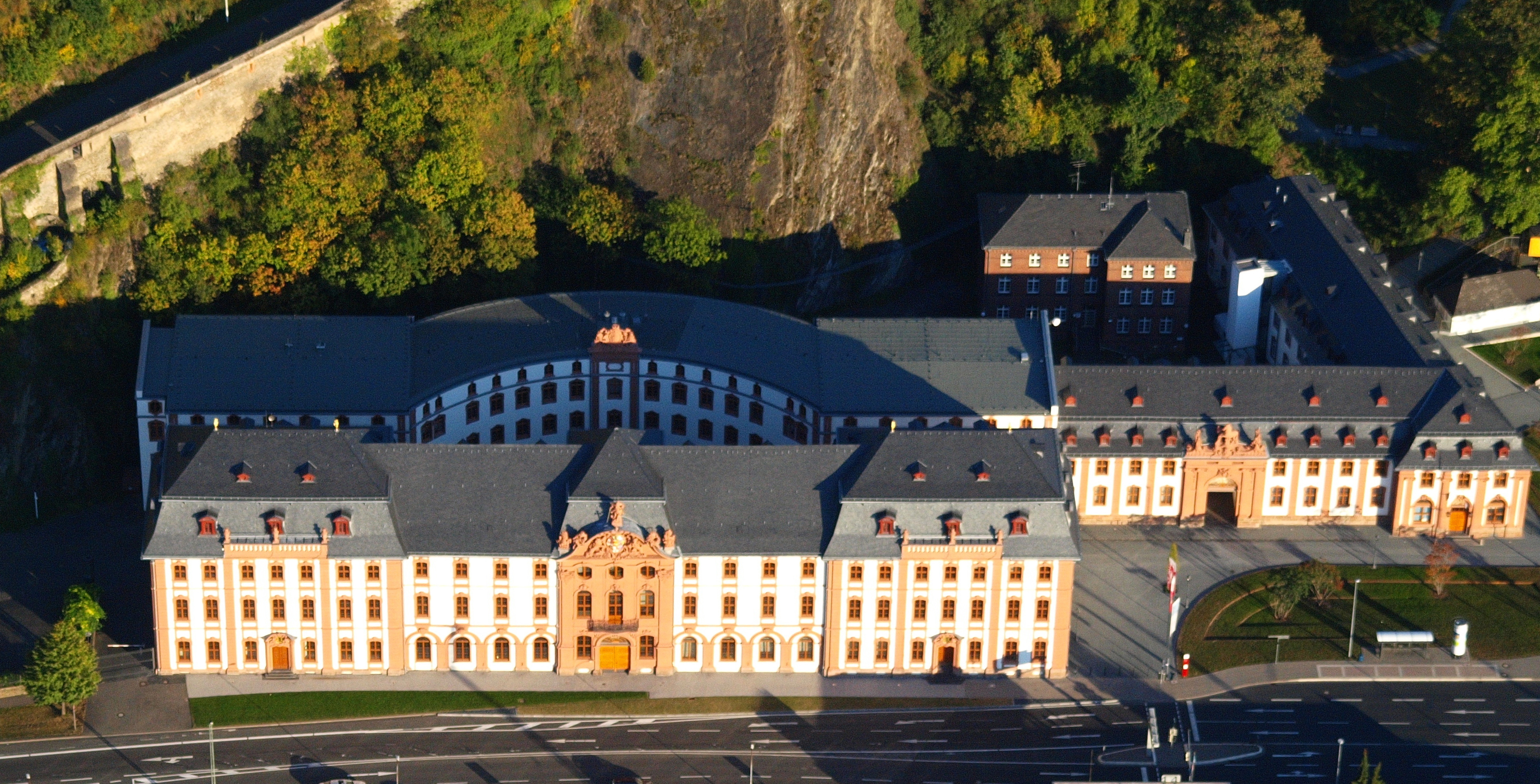
Palazzo di Philippsburg a Coblenza, costruito 1738-1749 per Franz Georg von Schönborn

## Chiese costruite dai Schönborn
Più di un centinaio di chiese sono state costruite dai Schönborn, incluse i seguente:

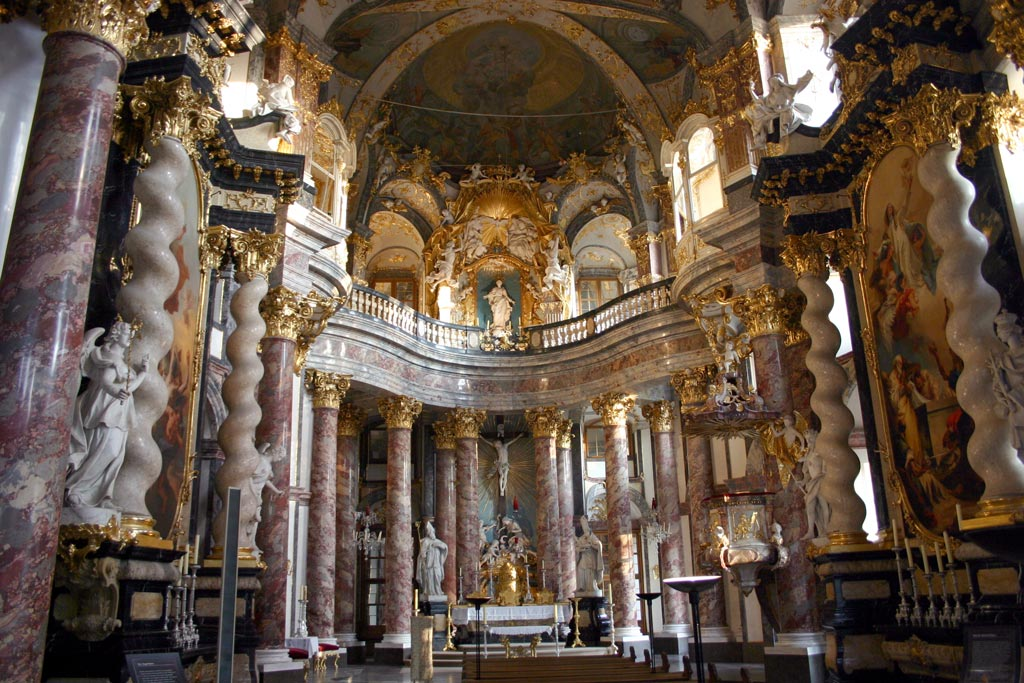
La Cappella di Corte della Residenza di Würzburg
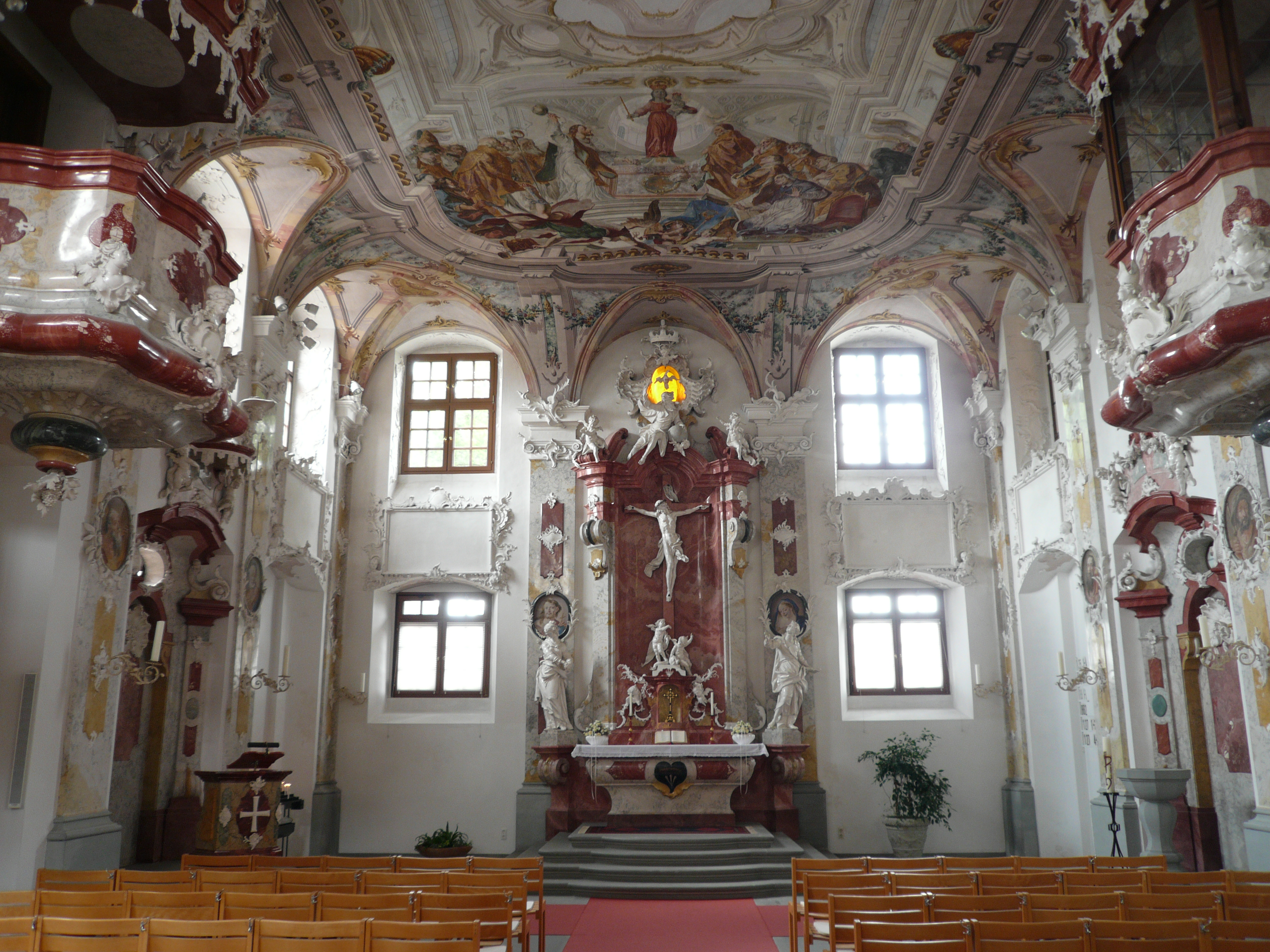
La Cappella di Corte della Residenza di Meersburg
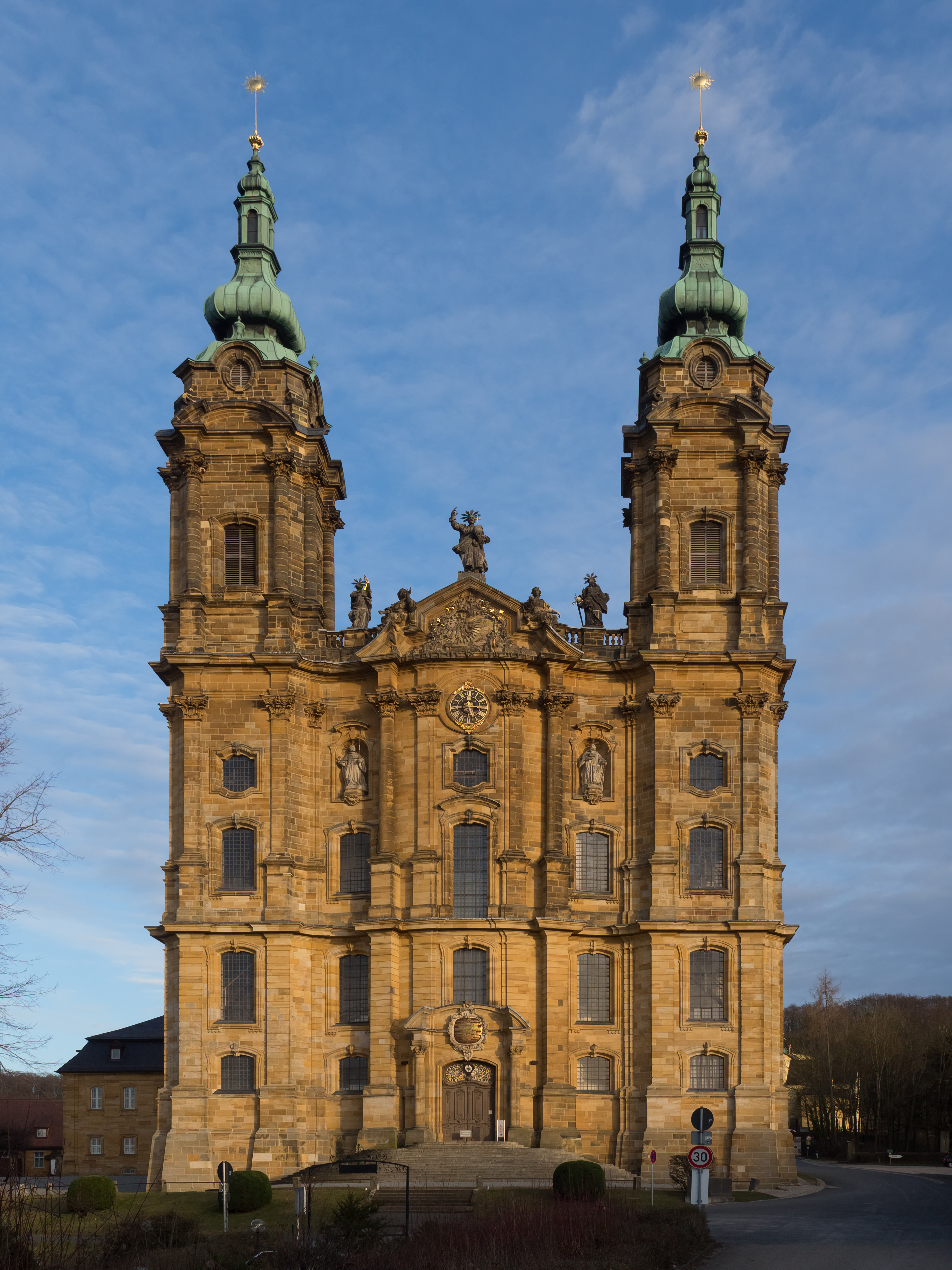
Santuario dei Quattordici Santi
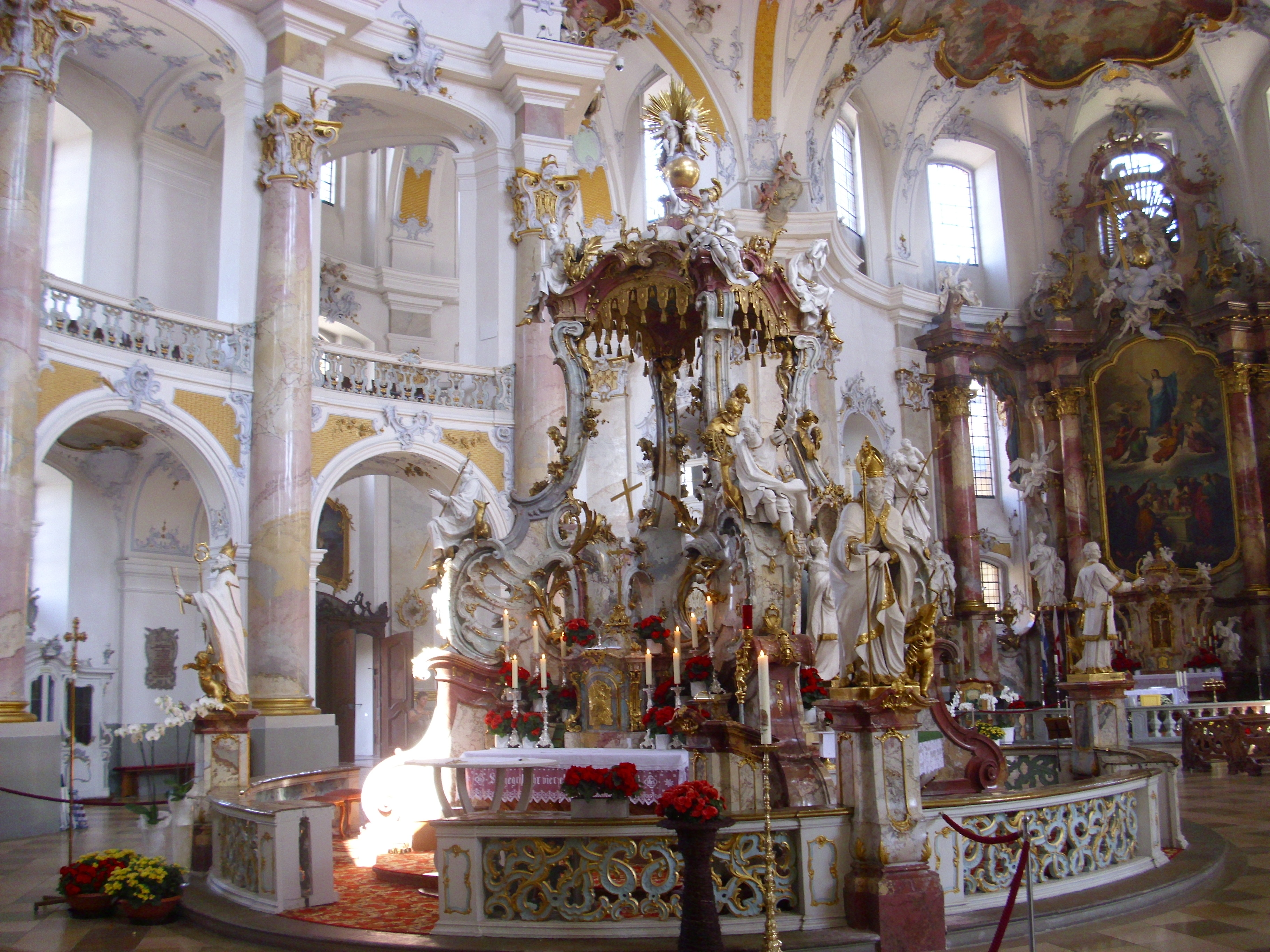
Santuario dei Quattordici Santi
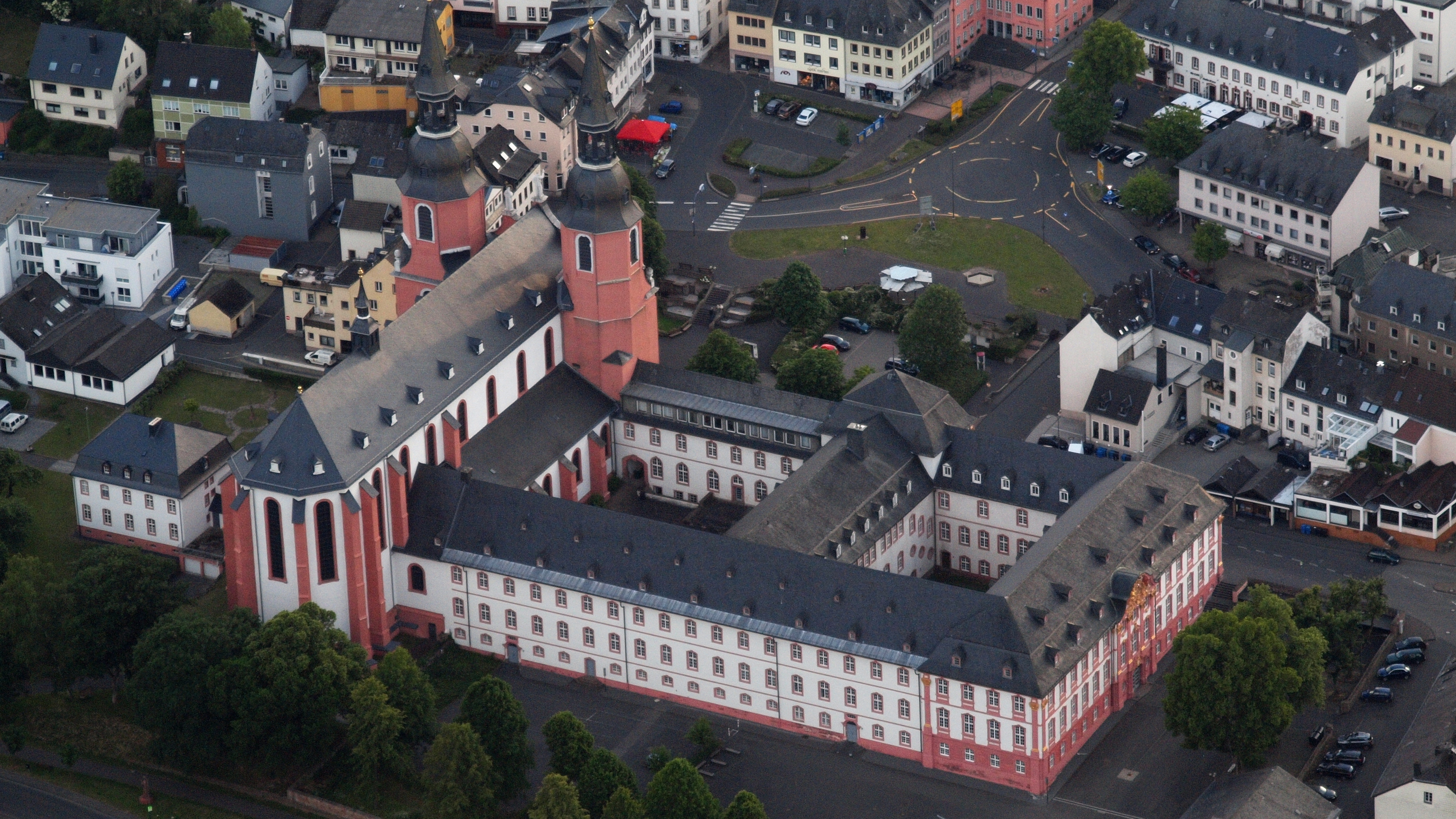
Abbazia di Prüm
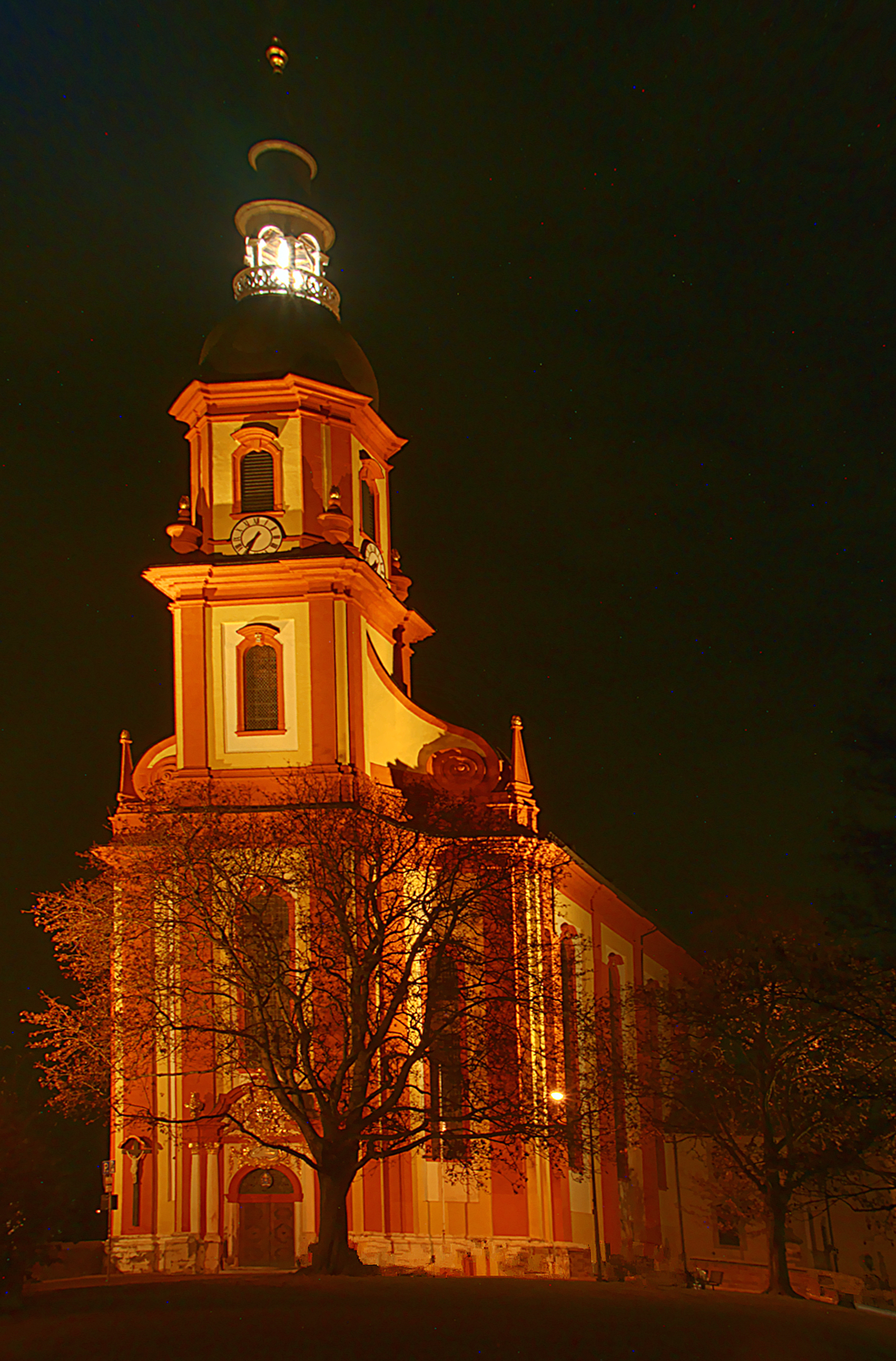
Basilica di San Paolino (Treviri)
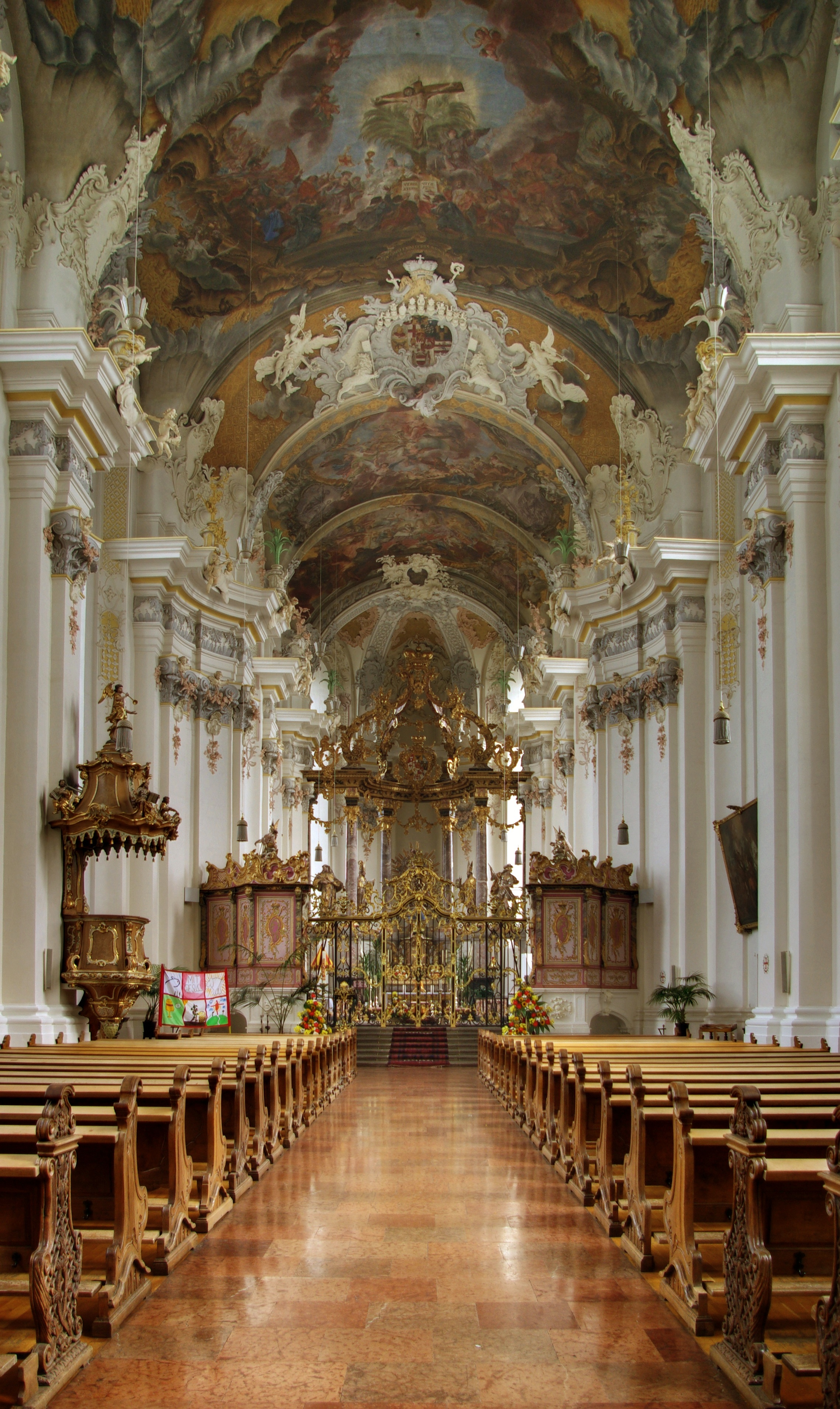
Basilica di San Paolino (Treviri)
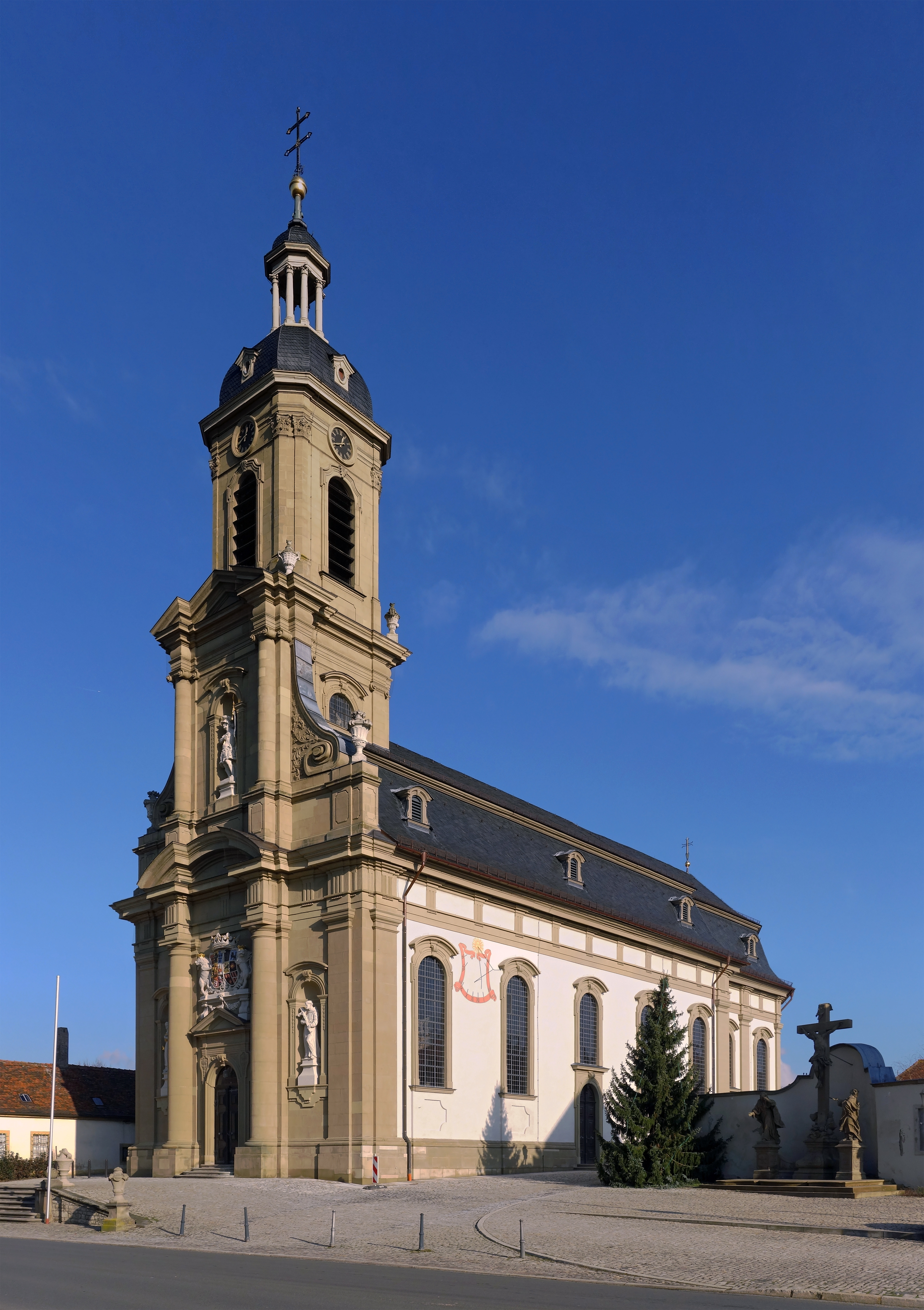
San Maurizio, Wiesentheid
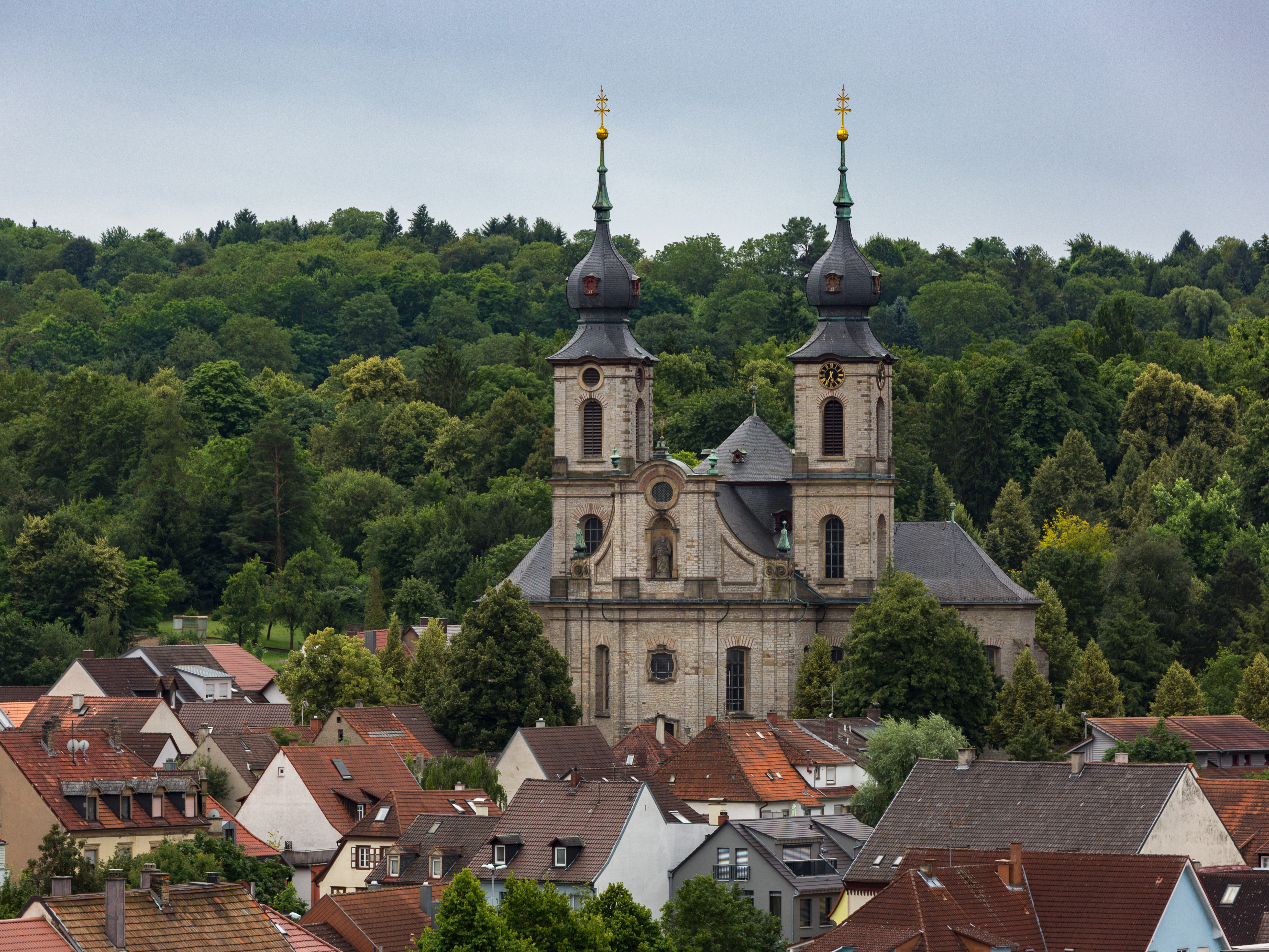
San Pietro, Bruchsal
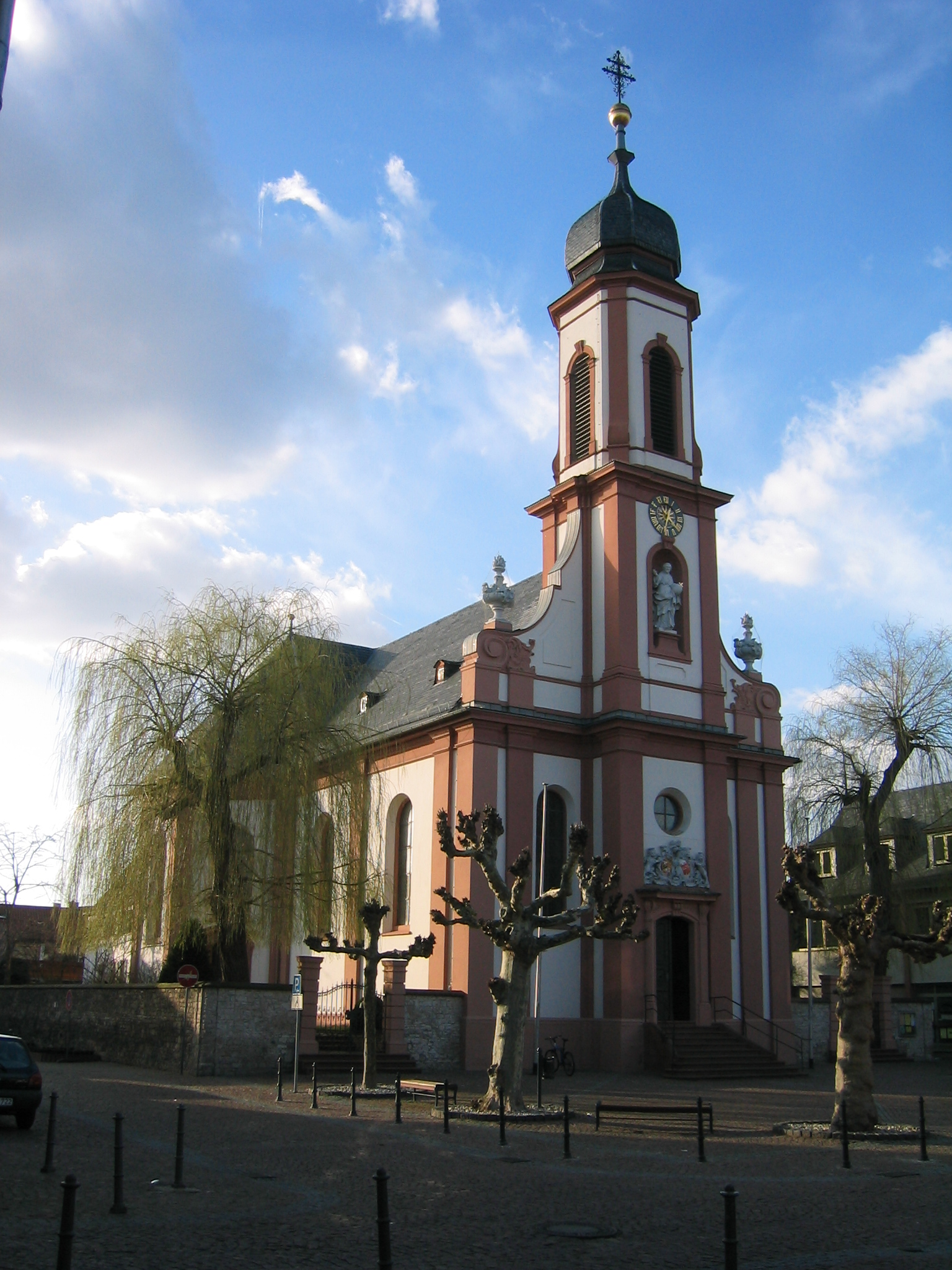
Santa Cecilia, Heusenstamm
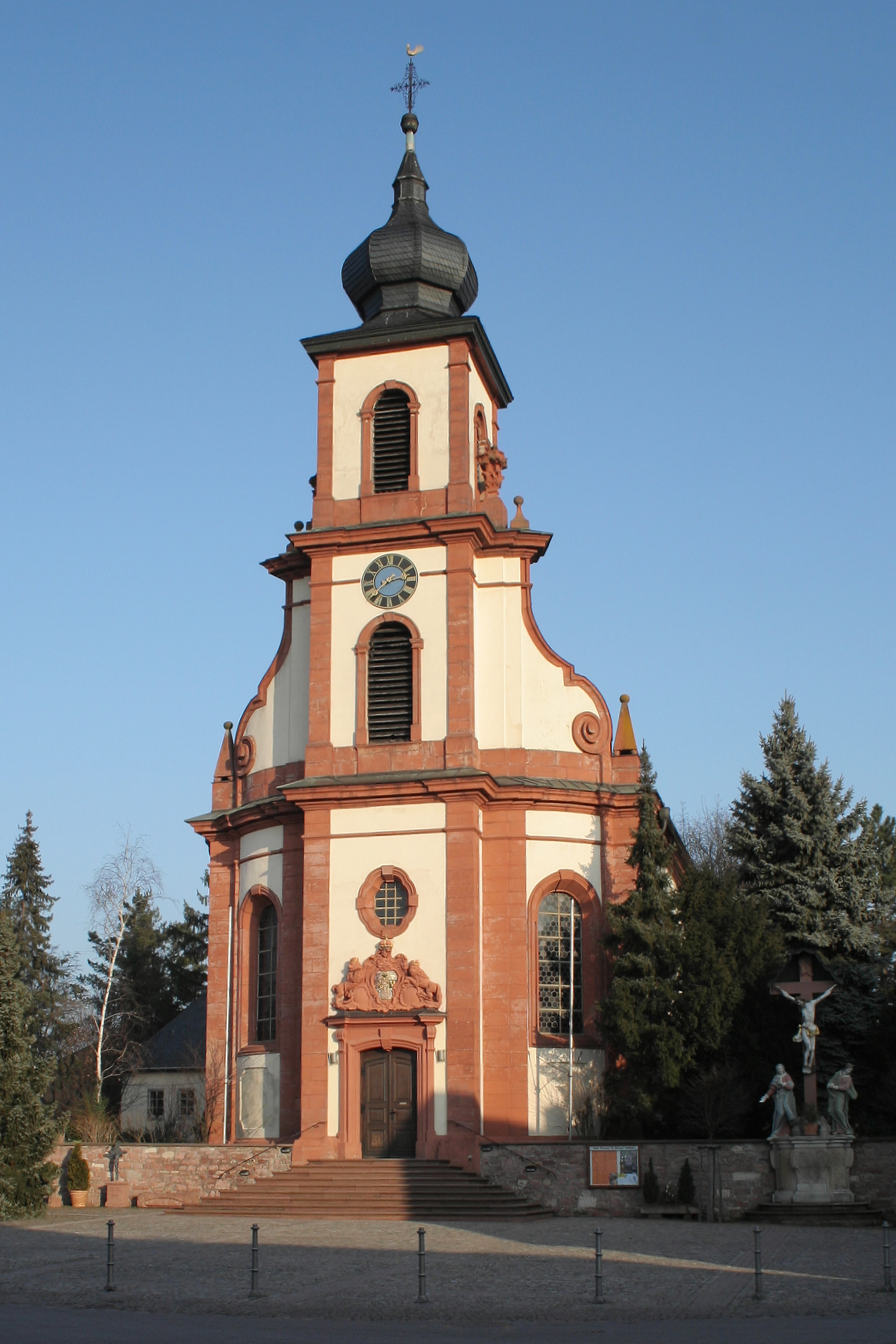
San Michele, Hofheim
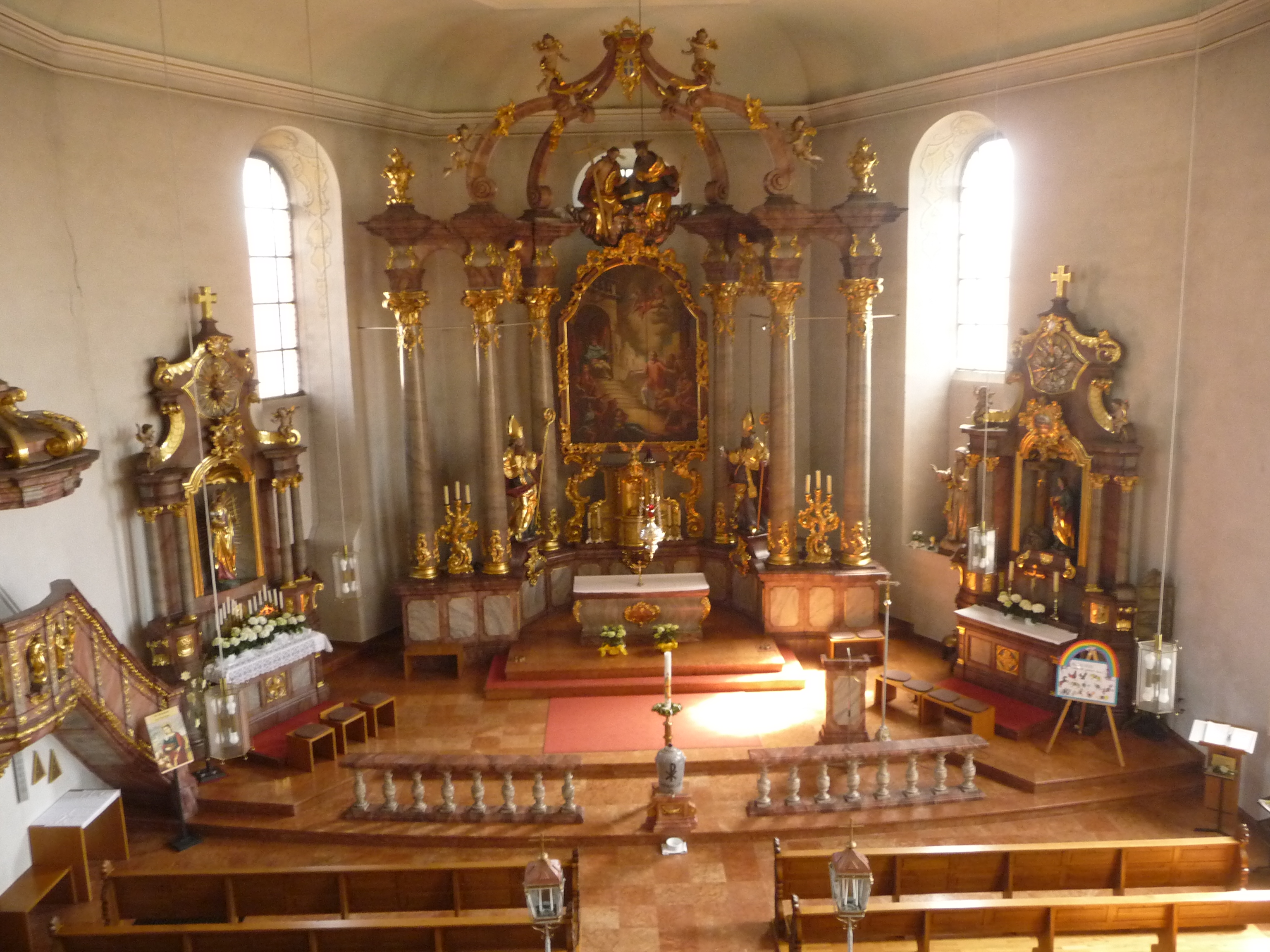
San Lorenzo, Dirmstein
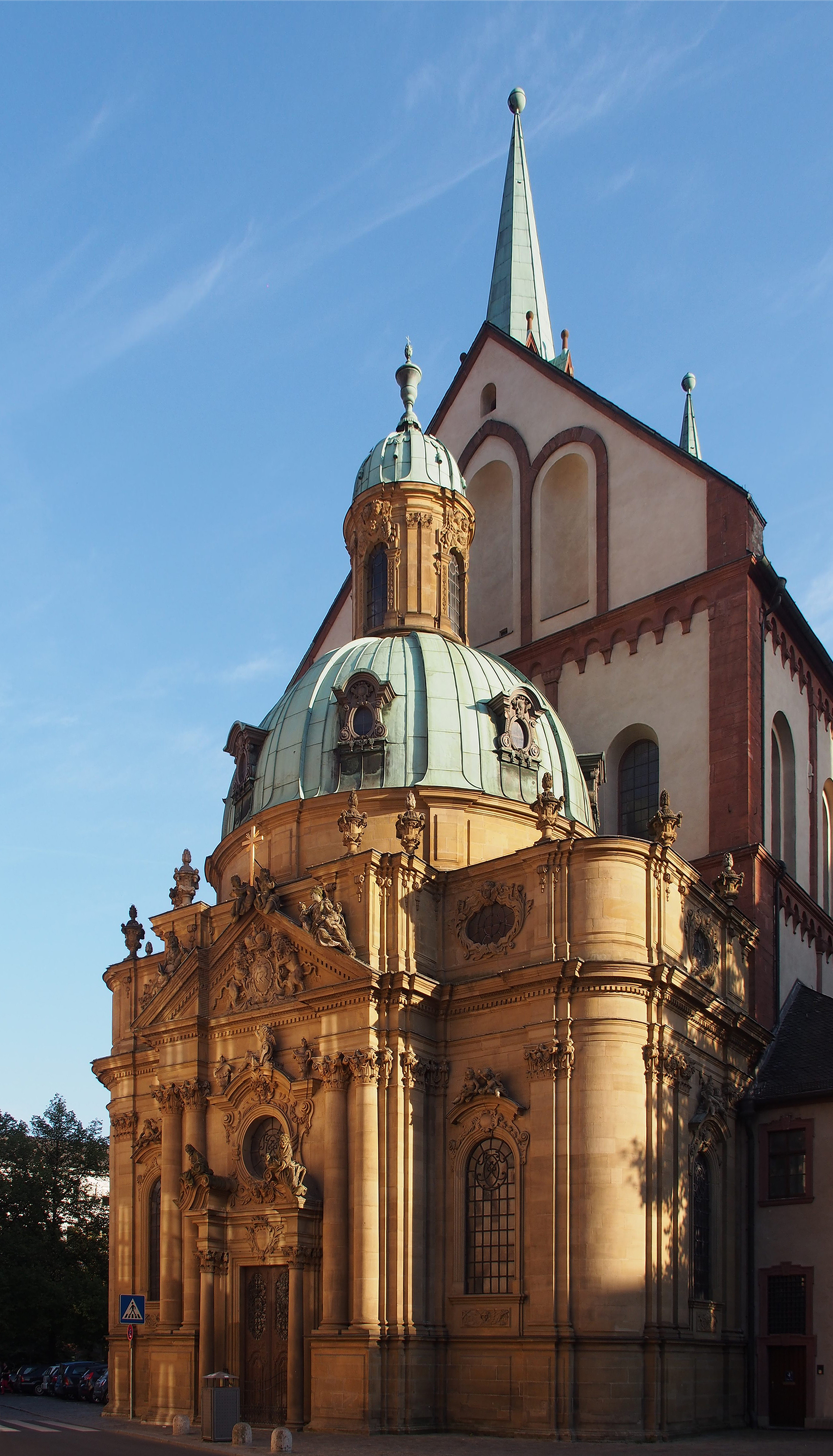
Duomo di Würzburg con cappella funeraria dei Schönborn

## Collezioni d'arte
Notevole è la Gemäldegalerie, il gabinetto di pittura, del Castello di Weissenstein a Pommersfelden, proprietà dei conti di Schönborn-Wiesentheid, con un'importantissima collezione di capolavori rinascimentali e barocchi di grandi pittori europei come Dürer, Rubens, Tiziano, Pieter Bruegel il Vecchio, Rembrandt, Van Dyck e Artemisia Gentileschi.